# العمارة في مصر القديمة

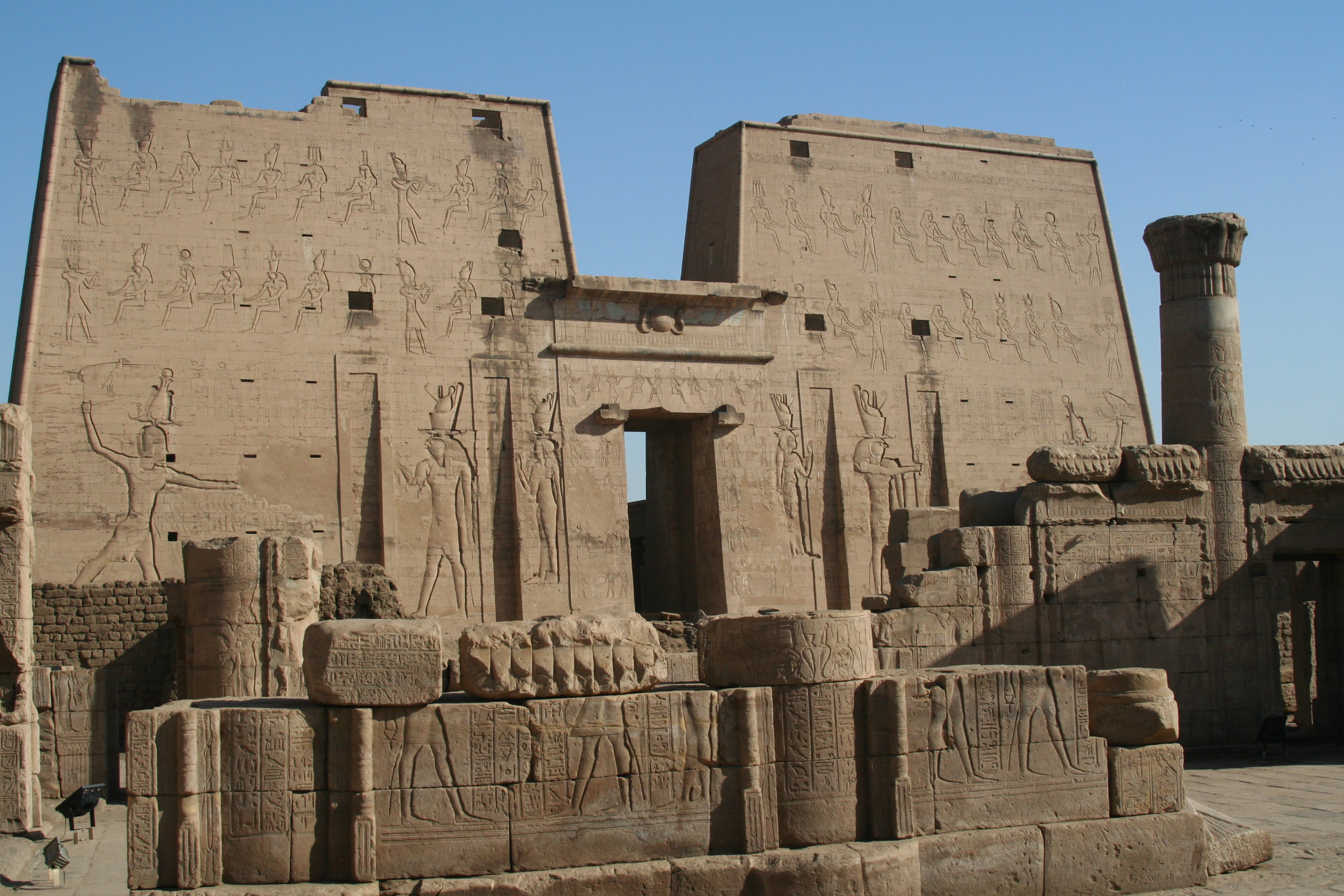

العمارة في مصر القديمة هي الهندسة المعمارية المستخدمة في البناء والتشييد في نواحي عدة من تصاميم هندسية وأدوات وطرق مستخدمة في عملية البناء بمصر القديمة فقد أجمع المؤرخين وعلماء المصريات أن المصريين القدماء هم بناة المعرفة الأوائل، فهم من علموا الإنسانية كيفية تصميم وتشييد المباني، وأرسوا بذلك الأسُس الحضارية للإنسان. فقد وصل قدماء المصريين إلى مستويات عالية لا مثيل لها في التصميم المعماري وهندسة البناء. حتى الآن لا يزال من الصعب تصور كيف يمكن أن تكون كل هذه المباني والمنشآت التي أقيمت على مستوى عال من الكمال والدقة باستخدام أدوات بدائية لا تضاهي الآلات والمعدات الحديثة.
من أشهر الأمثلة على العمارة المصرية القديمة الأهرامات المصرية كما تمت دراسة المعابد والقصور والمقابر والحصون المحفورة. تم تشييد معظم المباني من طوب اللبن والحجر الجيري المتاح محليًا بواسطة عمال جباية. تم بناء المباني الأثرية عبر طريقة البناء عتبة البريد. كانت العديد من المباني محاذاة فلكيًا. كانت الأعمدة تزين عادة بـ تيجان مزينة لتشبه النباتات المهمة للحضارة المصرية، مثل نبات البردي.
أثرت الزخارف المعمارية المصرية القديمة على العمارة في أماكن أخرى، ووصلت إلى العالم الأوسع أولاً خلال فترة الاستشراق ومرة أخرى خلال القرن التاسع عشر أثناء الهوس بالمصريات.

## خصائص العمارة

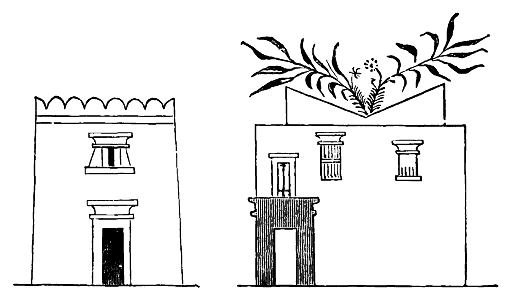
تخطيط المنازل في مصر القديمة

بسبب ندرة الخشب،  مادتا البناء السائدتان اللتان استخدمتا في مصر القديمة كانتا مشمستين طوب الطين والحجر، الحجر الجيري بشكل أساسي، ولكن أيضًا الحجر الرملي والجرانيت بكميات كبيرة. من المملكة المصرية القديمة فصاعدًا، تم حجز الحجر عمومًا لـ المقابر والمعابد، بينما تم استخدام الطوب حتى في القصور الملكية والحصون وجدران حرم المعابد والمدن والمباني الفرعية في المعابد المجمعات. يتكون جوهر الهرم من الحجر المحفور محليًا أو الطوب الطيني أو الرمل أو الحصى. بالنسبة للغلاف، تم استخدام الحجارة التي يجب نقلها من أماكن بعيدة، الحجر الجيري الأبيض في الغالب من طرة والجرانيت الأحمر من مصر العليا.
كانت المنازل المصرية القديمة مصنوعة من الطين الذي تم جمعه من ضفاف نهر النيل الرطبة. تم وضعه في قوالب وتركه ليجف في الشمس الحارقة ليتصلب لاستخدامه في البناء. إذا كان القصد من استخدام الطوب في مقبرة ملكية مثل الهرم، فإن الطوب الخارجي سيكون محفورًا ومصقولًا بدقة.
اختفت العديد من المدن المصرية لأنها كانت تقع بالقرب من المنطقة المزروعة بوادي النيل وغمرت المياه مع ارتفاع قاع النهر ببطء خلال آلاف السنين، أو استخدم الفلاحون طوب الطين الذي شيدوا منه كسماد. البعض الآخر لا يمكن الوصول إليه، وقد أقيمت مبانٍ جديدة على المباني القديمة. ومع ذلك، حافظ المناخ الجاف والحار في مصر على بعض هياكل الطوب اللبن. تشمل الأمثلة قرية دير المدينة، بلدة المملكة المصرية الوسطى في اللاهون،  والحصون في بوهين  وميرجيسا. كما نجت العديد من المعابد والمقابر لأنها شُيدت على أرض مرتفعة لم تتأثر بفيضان النيل وبُنيت من الحجر.
وبالتالي، فإن فهمنا للعمارة المصرية القديمة يعتمد بشكل أساسي على المعالم الدينية،  هياكل ضخمة تتميز بجدران سميكة منحدرة مع عدد قليل من الفتحات، وربما يردد صدى طريقة البناء المستخدمة لتحقيق الاستقرار في الجدران الطينية. بطريقة مماثلة، قد تكون الزخرفة السطحية المحفورة والمسطحة للمباني الحجرية مشتقة من زخرفة الجدران الطينية. على الرغم من أن استخدام القوس قد تم تطويره خلال الأسرة الرابعة، إلا أن جميع المباني الأثرية هي العمود والعتبة المباني، مع أسقف مستوية مبنية من كتل حجرية ضخمة يدعمها الجدران الخارجية والأعمدة المتقاربة.
الجدران الخارجية والداخلية، بالإضافة إلى العمود والأرصفة، كانت مغطاة بـ الهيروغليفية واللوحات الجدارية المصورة والمنحوتات المرسومة بألوان زاهية. العديد من الزخارف المصرية هي رمزية، مثل الجعران، أو الخنفساء المقدسة، القرص الشمسي، والنسر. تشمل الأشكال الشائعة الأخرى أوراق النخيل، ونبات البردي، وبراعم وأزهار لوتس. الهيروغليفية نُقِشَت لأغراض الديكور وكذلك لتسجيل الأحداث أو التعاويذ التاريخية. بالإضافة إلى ذلك، تسمح لنا هذه اللوحات الجدارية والمنحوتات المصورة بفهم كيف عاش المصريون القدماء، والأوضاع، والحروب التي خاضوها، ومعتقداتهم. كان هذا صحيحًا بشكل خاص في السنوات الأخيرة عند استكشاف مقابر المسؤولين المصريين القدماء.
كانت المعابد المصرية القديمة تتماشى مع الأحداث المهمة من الناحية الفلكية، مثل الانقلاب الشمسي والاعتدال، مما يتطلب قياسات دقيقة في لحظة الحدث المعين. قد تكون القياسات في أهم المعابد قد تم إجراؤها بشكل احتفالي من قبل الملك نفسه.

## البيت المصري
تم بناء المنازل والمقابر في فترة ما قبل الأسرات من الطوب اللبن الذي تم تجفيفه في الشمس (وهي ممارسة استمرت طوال تاريخ مصر). كانت المنازل عبارة عن هياكل من القش من القصب تم دهنها بالطين للجدران قبل اكتشاف صناعة الطوب. كانت هذه المباني المبكرة دائرية أو بيضاوية قبل استخدام الطوب وبعد ذلك أصبحت مربعة أو مستطيلة. اجتمعت المجتمعات معًا للحماية من العناصر والحيوانات البرية والغرباء ونمت لتصبح  مدنًا  تطوق نفسها بالجدران.
مع   تقدم الحضارة، كذلك تقدمت العمارة بمظهر النوافذ والأبواب المدعمة والمزينة بإطارات خشبية. كان الخشب أكثر وفرة في مصر في ذلك الوقت ولكنه لم يكن بالكمية التي تشير إلى نفسه كمواد بناء على أي نطاق كبير. أصبح المنزل البيضاوي المبني من الطوب اللبن منزلًا مستطيلًا بسقف مقبب وحديقة وفناء.

## الأعمدة

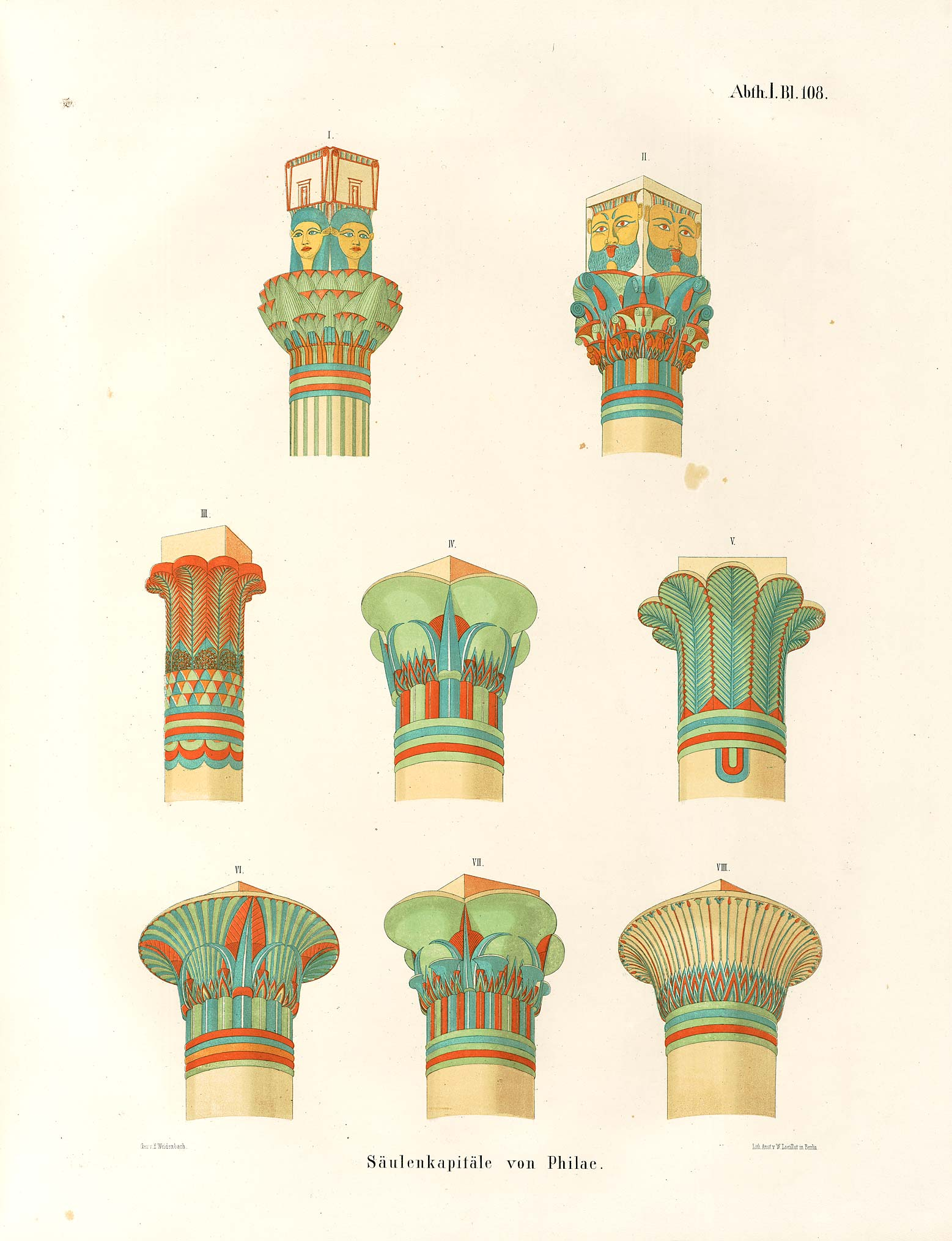
رسومات لأنواع تيجان الهندسة المعمارية الخاصة بالحضارة المصرية القديمة، المرسومة بين 1849 و 1859 بواسطة عالم المصريات كارل ريتشارد ليبسيوس

في وقت مبكر من عام 2600 قبل الميلاد، استخدم المهندس المعماري إمحوتب أعمدة حجرية نحت سطحها ليعكس الشكل العضوي للقصب المجمّع، مثل ورق البردي ولوتس وكف، نخلة؛ في العمارة المصرية اللاحقة كانت الأسطوانات ذات الأوجه شائعة أيضًا. يُعتقد أن شكلها مستمد من الأضرحة القديمة المبنية من القصب. كانت الأعمدة المنحوتة من الحجر مزينة بشكل كبير بالنقوش والملوحات الهيروغليفية والنصوص والصور الشعائرية والزخارف الطبيعية. تشتهر الأعمدة المصرية في قاعة الأعمدة الكبرى في الكرنك (حوالي 1224 قبل الميلاد)، حيث يصطف 134 عمودًا في 16 صفًا، يصل ارتفاع بعض الأعمدة إلى 24 مترًا.

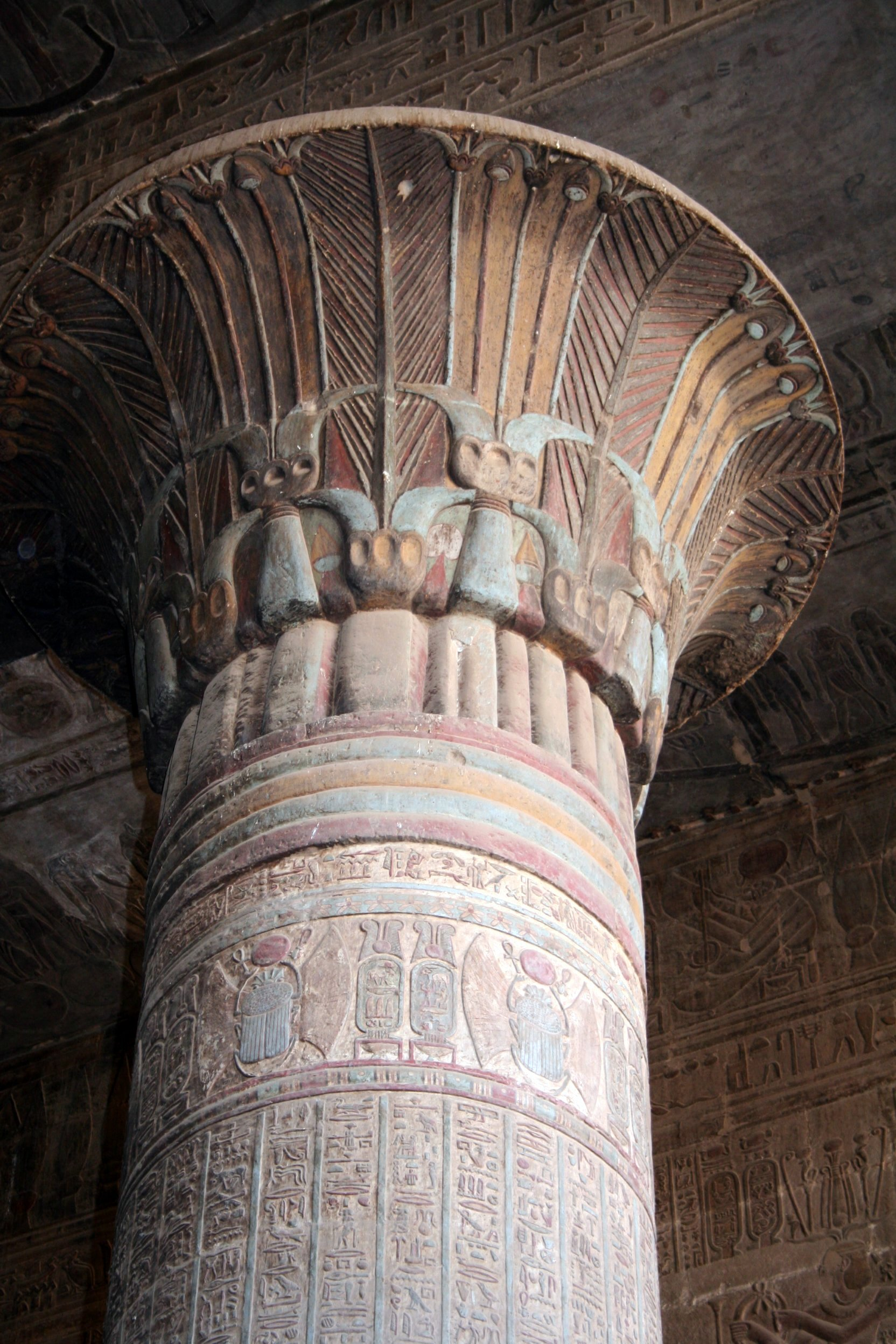
تاج مصري مركب لا يزال ملونًا ، في معبد خنوم (إسنا ، مصر)

واحدة من أهم الأنواع هي أعمدة البردي. يعود أصل هذه الأعمدة إلى الأسرة المصرية الخامسة. وهي تتكون من جذوع لوتس (بردية) تُجمع معًا في حزمة مزينة بشرائط: فالعاصمة، بدلاً من أن تنفتح على شكل زهرة الجرس، تنتفخ ثم تضيق مرة أخرى مثل زهرة في برعمها. القاعدة، التي تتناقص تدريجياً لتأخذ شكل نصف كروي مثل جذع اللوتس، لها زخرفة متكررة باستمرار من أذنة زائدة (نبات). في معبد الأقصر، تذكرنا الأعمدة بحزم البردي، وربما كانت رمزية للأهوار التي اعتقد المصريون القدماء أن خلق العالم قد انكشف منها.

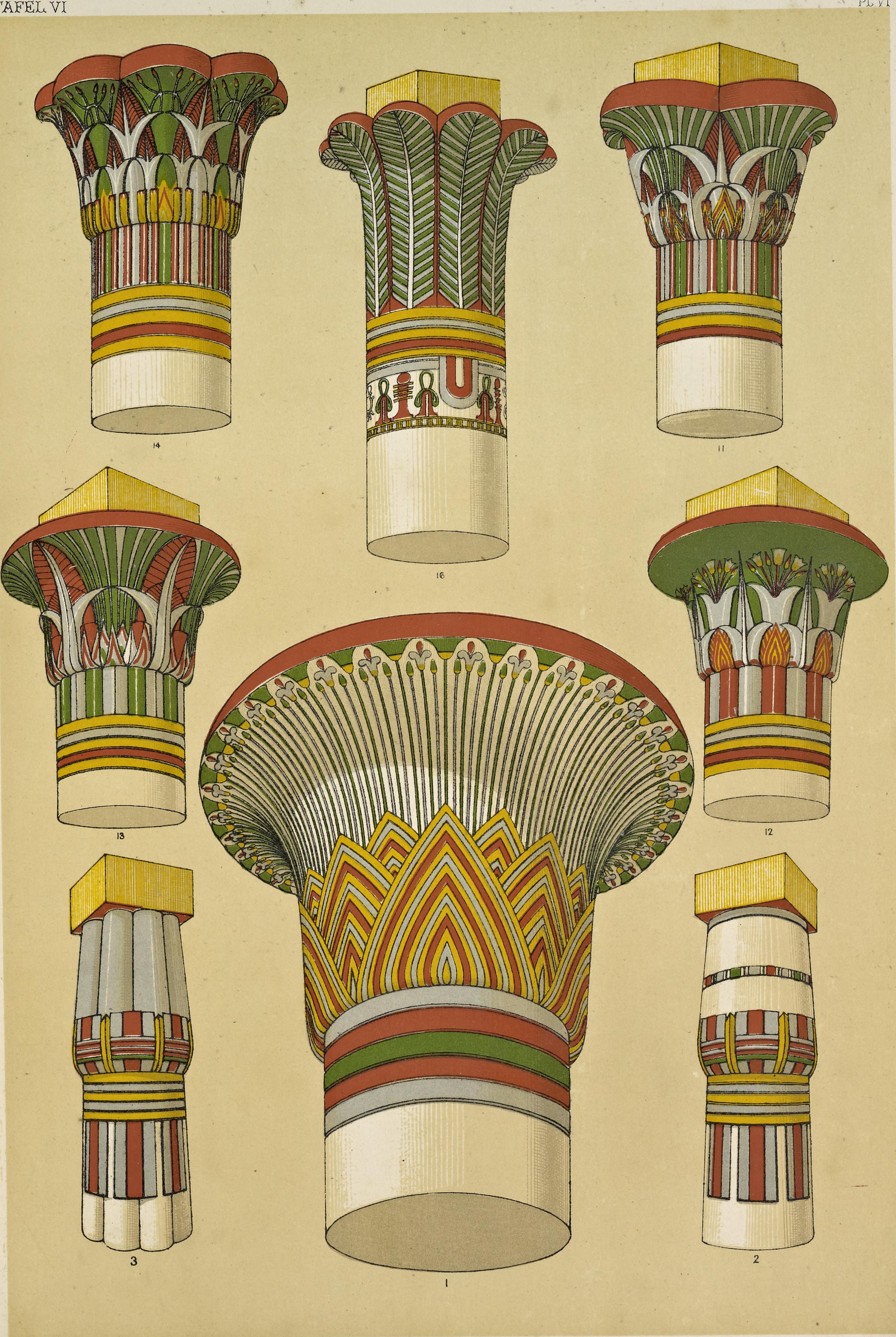
شكل تيجان بردي ، في قواعد الزخرفة
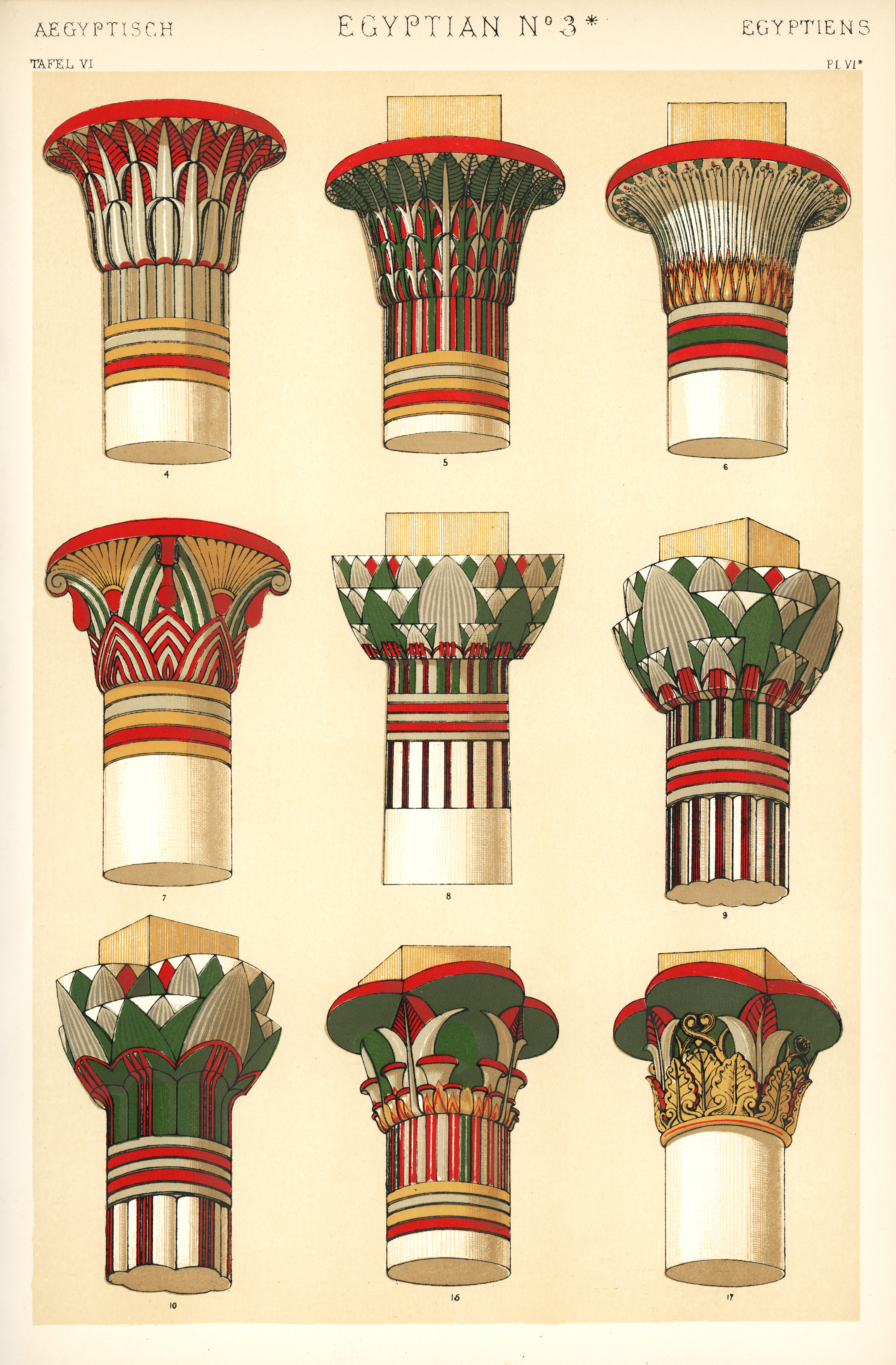
رسم توضيحي لـ 9 أنواع من تاج العمود ، من قواعد الزخرفة ، رسمها أوين جونز عام 1856
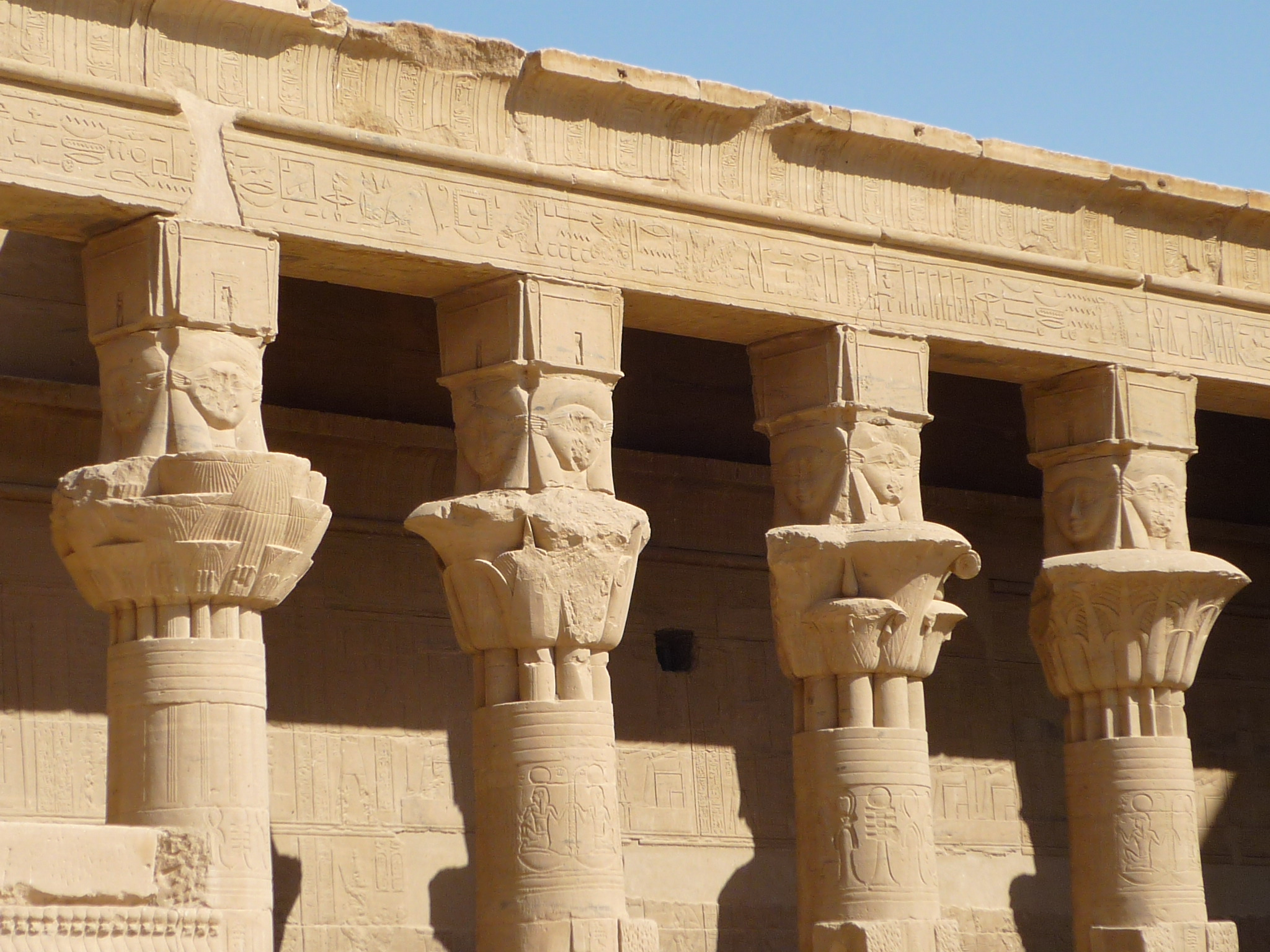
أعمدة ذات تيجان حتحورية في معبد إيزيس من جزيرة فيلة
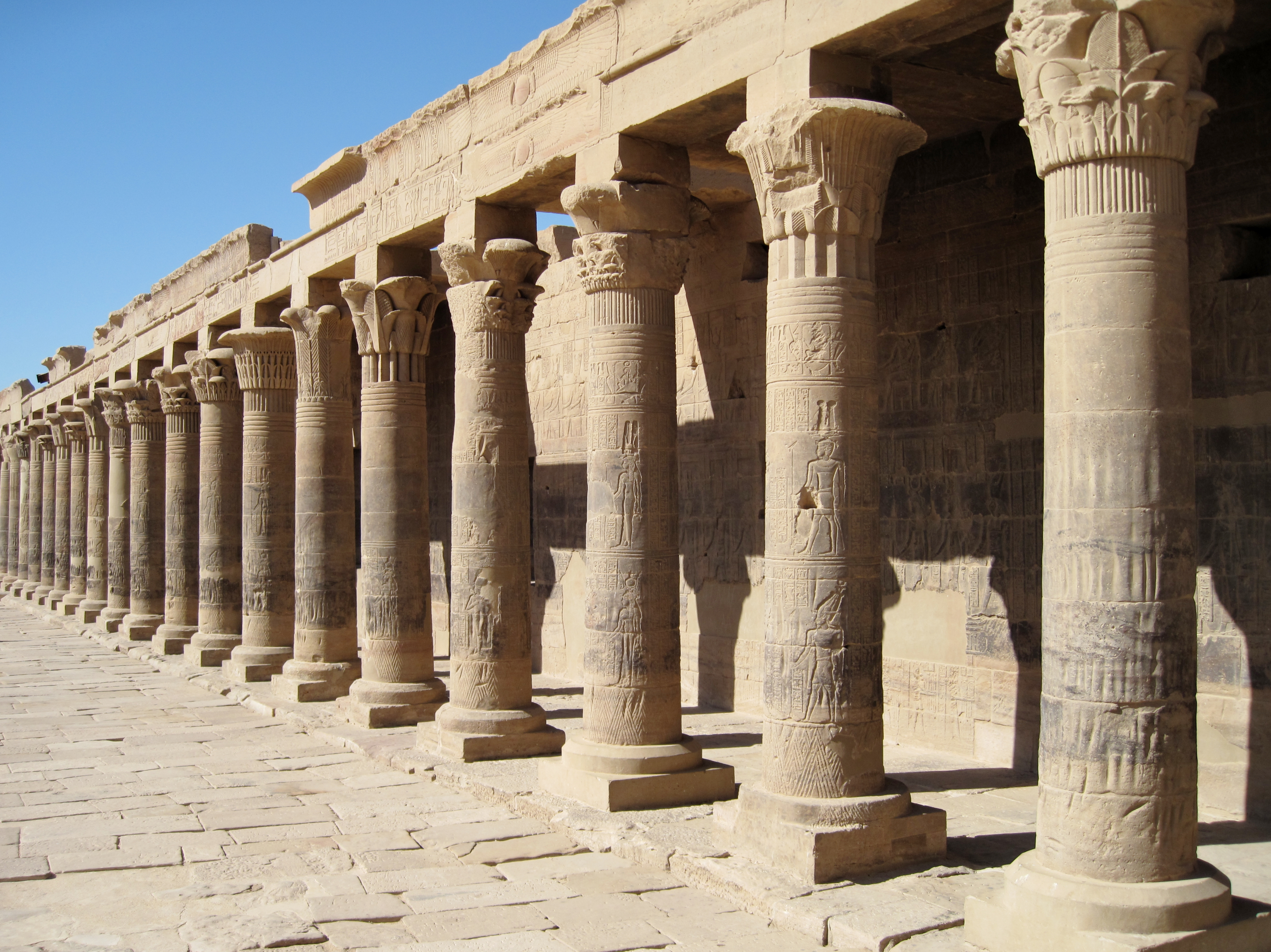
أعمدة مصرية مركبة من فيلة
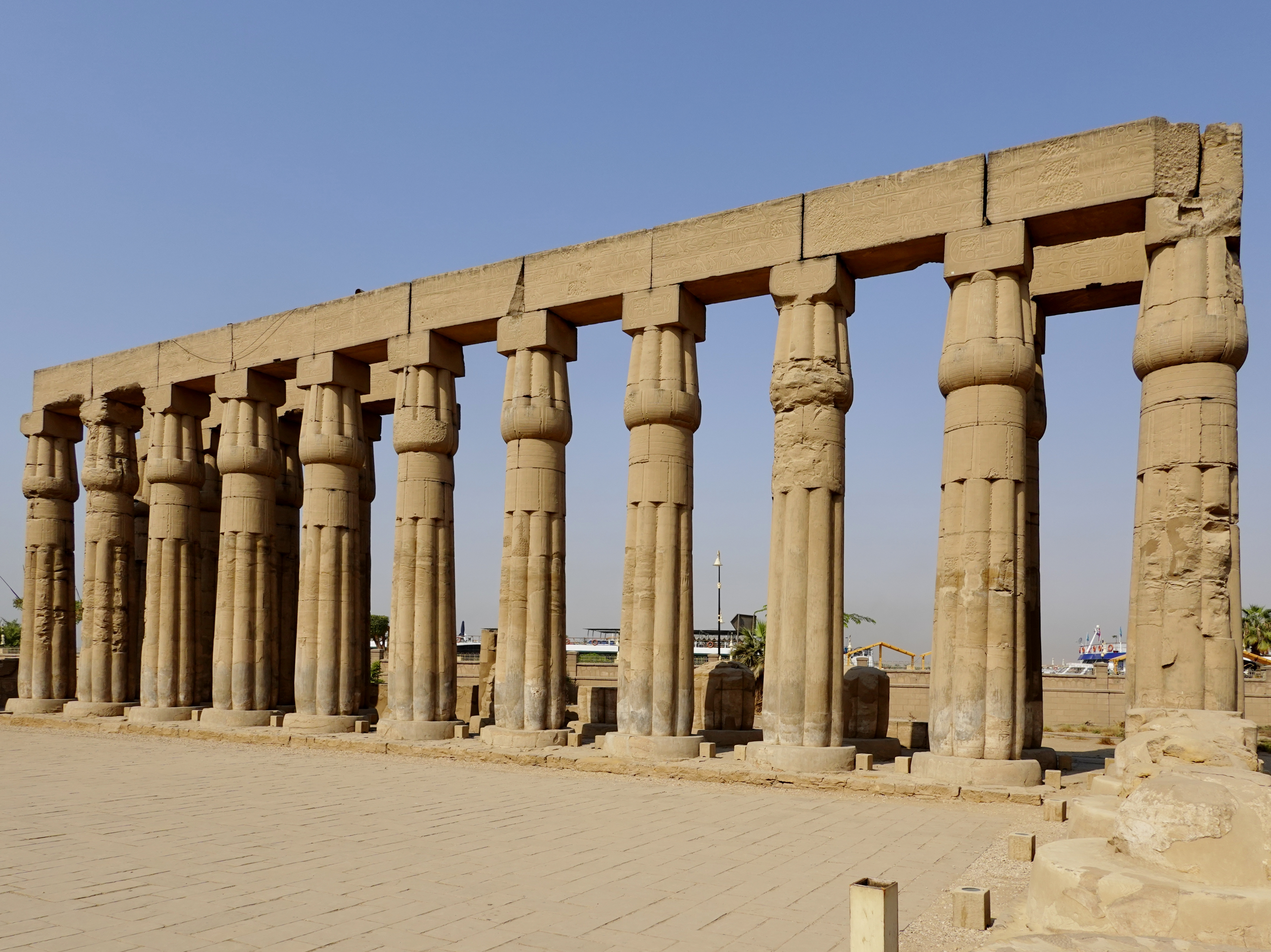
أعمدة برديات بمعبد الأقصر
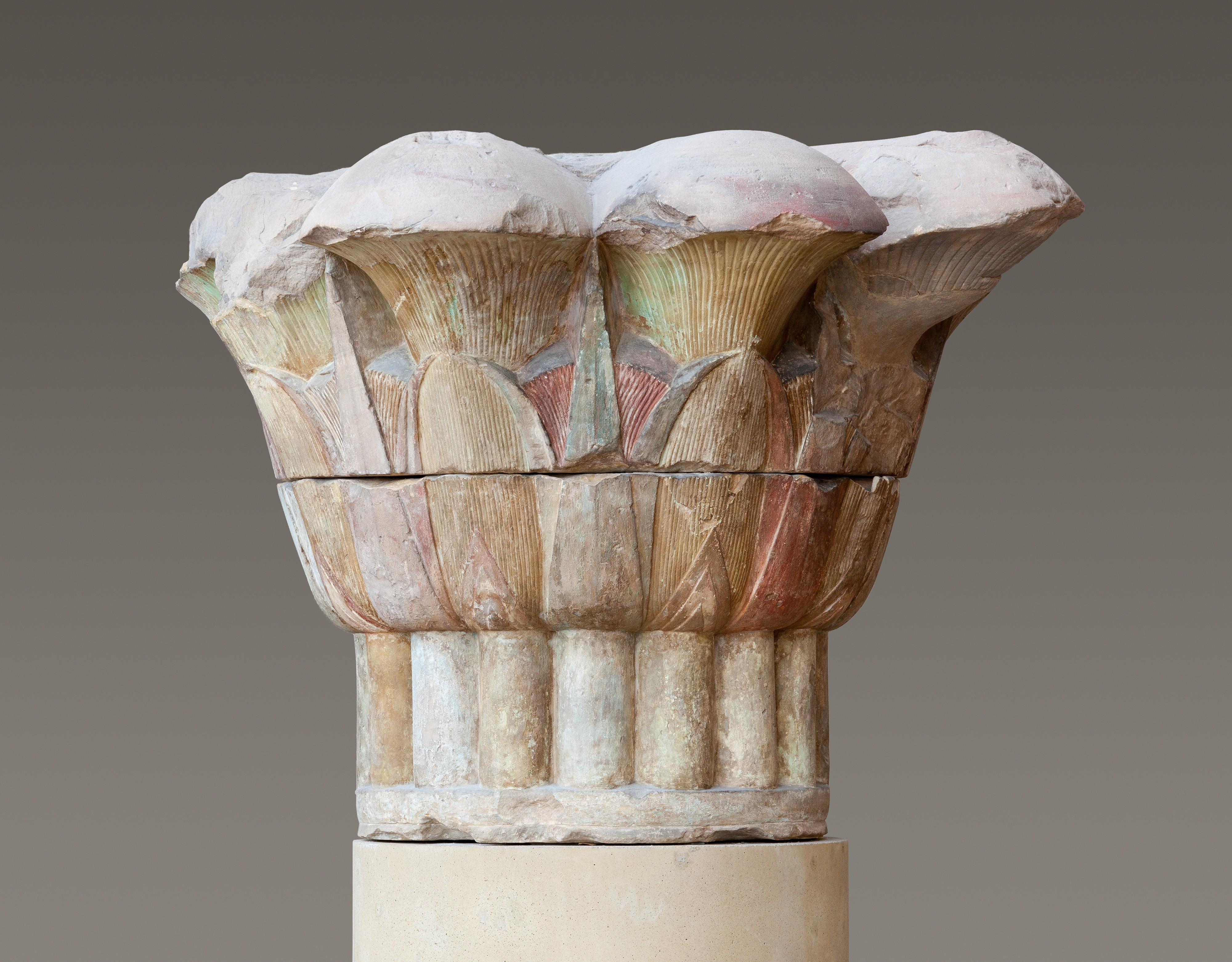
تاج من ورق البردي مركب ؛ 380 - 343 قبل الميلاد ؛ حجر رملي مطلي ؛ الارتفاع: 126 سم ؛ متحف المتروبوليتان للفنون (مدينة نيويورك)
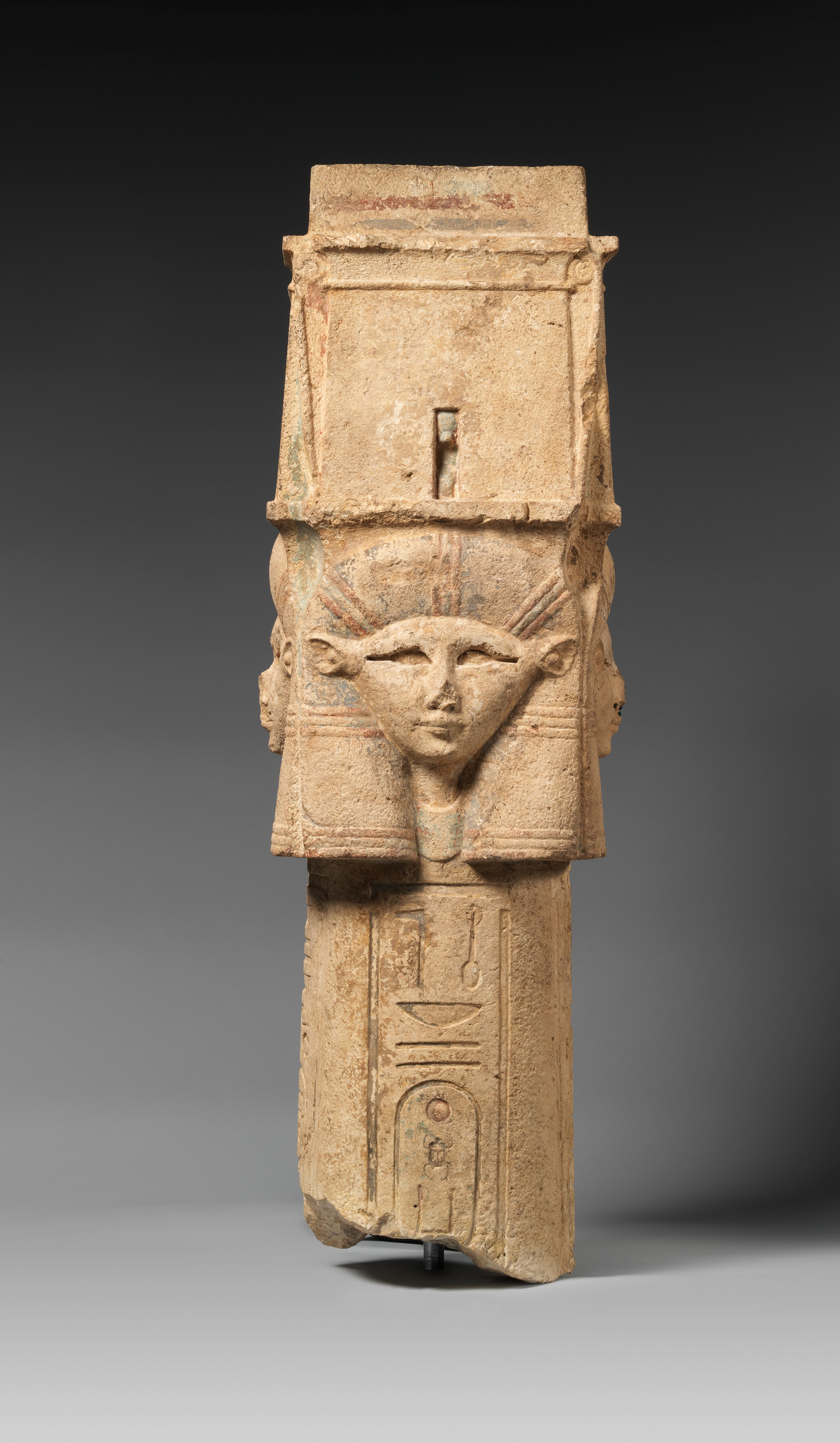
جزء من عمود به تاج حتحور ؛ 380 - 362 قبل الميلاد ؛ حجر الكلس؛ الارتفاع: 102 سم ؛ متحف المتروبوليتان للفنون
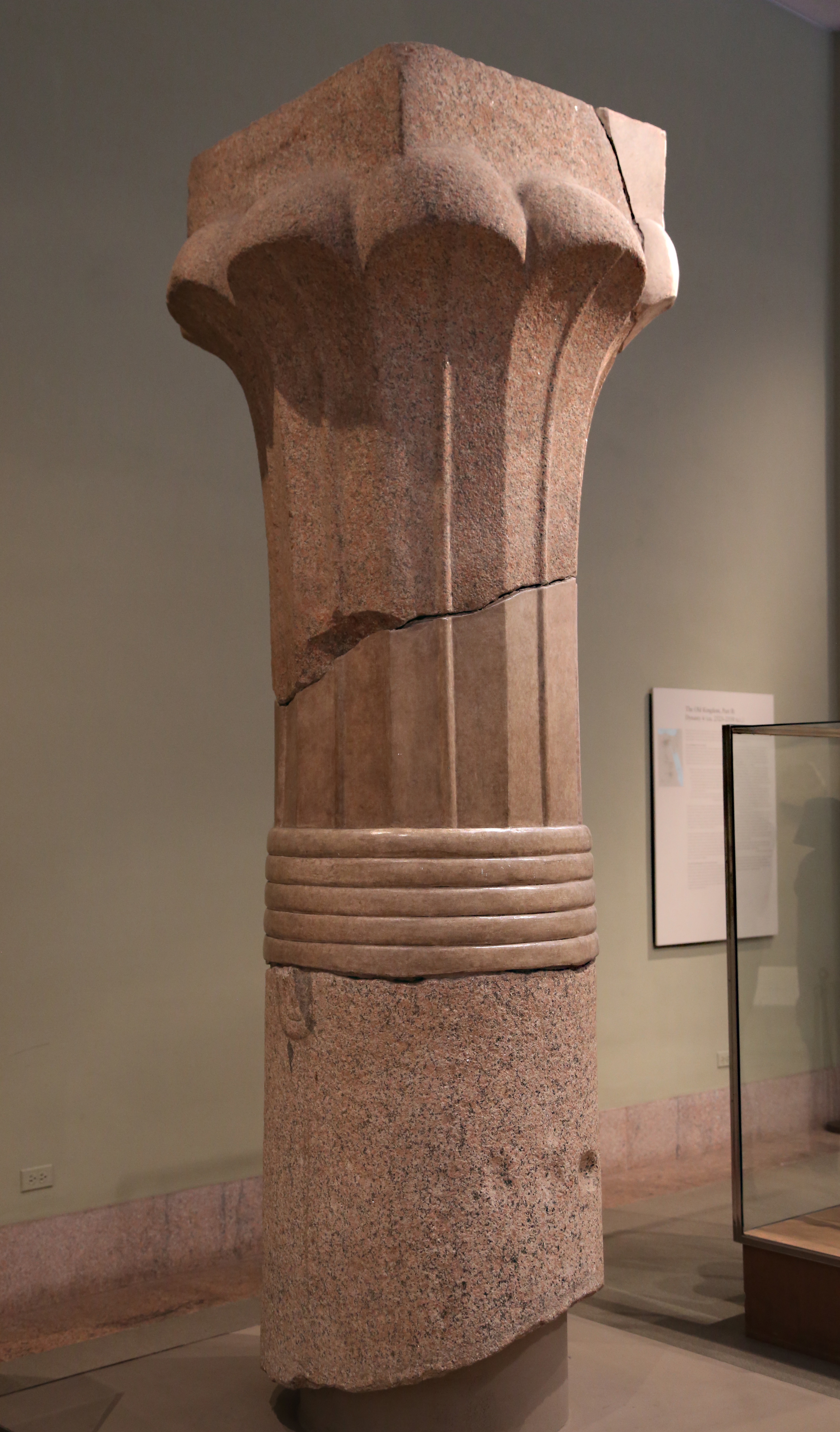
شظايا عمود نخيل ؛ 2353-2323 ق.م ؛ الجرانيت. قطر تحت حبال العنق 80.85 سم ؛ متحف المتروبوليتان للفنون

## المقابر
كانت العمارة الجنائزية في مصر متطورة للغاية وغالبًا ما تكون رائعة. تتألف معظم المقابر من جزأين رئيسيين، حجرة الدفن (القبر المناسب) والمعبد الصغير، حيث يمكن تقديم القرابين للمتوفى. في المدافن الملكية، تطور المعبد بسرعة إلى معبد جنائزي، والذي بدأ في المملكة المصرية الحديثة، وبُني عادة بشكل منفصل وعلى مسافة من القبر. في المناقشة التالية، سيتم تغطية المعابد الجنائزية المبنية بشكل منفصل بالمعابد بشكل عام وليس كجزء من المجمع الجنائزي.
كانت المصاطب هي النوع القياسي من المقابر في الأسرات المبكرة. هذه الهياكل الفوقية المستطيلة ذات الأسقف المستوية لها جوانب مشيدة في البداية من الطوب اللبن ثم من الحجر لاحقًا، على شكل مشاكٍ مغطاة بألواح مطلية باللون الأبيض ومزينة بتصميمات متقنة من «الحصير». تم بناؤها فوق العديد من غرف التخزين المجهزة بالطعام والمعدات للمتوفى، الذين يرقدون في حجرة دفن مستطيلة تحت الأرض.
تشير الترتيبات والتجمعات الخاصة بمدافن النبلاء إلى تقلبات التوقعات غير الملكية لما بعد الوفاة. في الأسرة المصرية الثالثة في سقارة، كانت أهم المدافن الخاصة تقع على مسافة ما من أهرامات زوسر وسخم خت. ضمت مصاطبهم الكبيرة منافذ وممرات يمكن أن تستوعب لوحات معدات الحياة الآخرة وفترات استراحة لعقد منحوتات للمالك المتوفى. في وقت لاحق من المملكة المصرية القديمة، أصبحت المساحة الداخلية في المصاطب أكثر تعقيدًا لأنها استوعبت المزيد من المدافن. في مصطبة مريروكا، وزير تيتي، أول ملوك الأسرة المصرية السادسة، كان هناك 21 غرفة للأغراض الجنائزية، ستة منها لزوجته وخمسة لابنه.
بدأ قبر زوسر، ثاني ملوك الأسرة الثالثة، كمصطبة وتم توسيعه تدريجياً ليصبح هرمًا مدرجًا. تم بناؤه داخل سياج واسع في موقع قيادي في سقارة، المقبرة المطلة على مدينة ممفيس. يرجع الفضل إلى المسؤول الملكي الكبير إمحوتب في التصميم وقرار استخدام الحجر المحفور. يعتبر هذا المقال الأول من الحجر رائعًا لتصميمه المكون من ست مراحل متراكبة ذات حجم متناقص. كما أن لديها سياجًا ضخمًا (1784 × 909 قدمًا [544 × 277 مترًا]) محاطًا بجدار مغطى بألواح من الحجر الجيري الناعم ويحتوي على سلسلة من المباني «الوهمية» (جدران حجرية مليئة بالركام أو الحصى أو الرمل) التي ربما تمثل الهياكل المرتبطة بالأضرحة الشائنة لمصر ما قبل الأسرات. في منطقة زوسر، قام الحجريون المصريون بأول ابتكاراتهم المعمارية، باستخدام الحجر لإعادة إنتاج أشكال المباني الخشبية والطوب ما قبل الأسرات. تشبه الأعمدة الموجودة في ممر المدخل القصب المجمعة، بينما تحتوي الأعمدة المتداخلة في مناطق أخرى من المنطقة على تيجان تشبه أزهار البردي. في أجزاء من المجمعات الجوفية، تعتبر النقوش البارزة للملك وألواح الجدران المتقنة المصنوعة من البلاط المزجج من بين الابتكارات الموجودة في هذا النصب التذكاري الرائع.
بالنسبة للمملكة المصرية القديمة، كان الشكل الأكثر تميزًا لبناء المقابر هو الهرم الحقيقي، ومن أروع الأمثلة على ذلك أهرامات الجيزة (الجيزة)، ولا سيما الهرم الأكبر للملك خوفو من الأسرة المصرية الرابعة. وصل الشكل نفسه إلى مرحلة النضج في عهد سنفرو، والد خوفو، الذي بنى ثلاثة أهرامات، أحدها يعرف باسم الهرم المنحني بسبب انحداره المزدوج. في وقت لاحق فقط اقترب هرم خفرع، خليفة خوفو، من حجم وكمال الهرم الأكبر. القياسات البسيطة للهرم الأكبر تشير بشكل كافٍ إلى حجمه وأثره ودقته: جوانبه 755.43 قدمًا (230.26 مترًا؛ شمالًا)، 756.08 قدمًا (230.45 مترًا؛ جنوبًا)، 755.88 قدمًا (230.39 مترًا؛ شرقًا)، 755.77 قدمًا (230.36 مترًا غربًا)؛ اتجاهه على النقاط الأساسية يكاد يكون دقيقًا؛ كان ارتفاعه عند الانتهاء 481.4 قدم (146.7 متر)؛ وتبلغ مساحتها في القاعدة ما يزيد قليلاً عن 13 فدانًا (5.3 هكتار). يتكون القلب من كتل ضخمة من الحجر الجيري، كانت مغطاة بغلاف من الحجر الجيري الملبس. تساهم الميزات الأخرى في بنائها بشكل كبير في طابعها الرائع: معرض غراند غاليري ذو حواف رفيعة وغرفة الملك - مبنية بالكامل من الجرانيت - مع خمس حجرات مريحة (غرف فارغة لتقليل الضغط).
كانت الأهرامات التي شُيدت لملوك المملكة القديمة اللاحقين ومعظم ملوك المملكة المصرية الوسطى أصغر حجمًا نسبيًا وليست جيدة البناء. ومع ذلك، فإن قبر الملك منتوحتب الثاني من الأسرة المصرية الحادية عشر له أهمية استثنائية. كانت مكوناته الأساسية عبارة عن هيكل مستطيل، وأروقة متدرجة، وسلسلة من العيادات المتنقلة ذات الأعمدة، والفناء المفتوح، وقاعة الأعمدة المطوية في المنحدرات.
إن أثر الهرم لم يجعله رمزًا قويًا للسلطة الملكية فحسب، بل جعله أيضًا هدفًا واضحًا لصوص القبور. خلال عصر المملكة المصرية الحديثة، أدت الرغبة في وقف نهب وتدنيس المقابر الملكية إلى تجمعهم معًا في واد بعيد في طيبة، تهيمن عليه قمة تشبه في حد ذاتها الهرم. هناك، في وادي الملوك، تم نحت القبور في عمق الحجر الجيري دون أي هيكل خارجي. تم بناء هذه المقابر المنحوتة في الصخور للمواطنين في وقت مبكر من الأسرة الرابعة. كان معظمها عبارة عن غرف مفردة بسيطة إلى حد ما تخدم جميع وظائف تعدد الغرف في المصطبة. ومع ذلك، تم التنقيب عن بعضها مع ادعاءات معمارية كبيرة. كانت القاعات الضخمة في أسوان، التي غالبًا ما ترتبط لتشكيل مجمعات متاهة، رسمية جزئيًا، مع أعمدة مقطوعة بعناية من الصخر، وجزء منها محفور. تم نحت الكنائس ذات الأبواب المعلقة داخل القاعات. في بعض الحالات كانت الواجهات ضخمة مع أروقة ونقوش.
في بني حسن قام النبلاء المحليون خلال عصر المملكة المصرية الوسطى بقطع غرف قبور كبيرة ودقيقة في منحدرات الحجر الجيري. توفر الميزات المعمارية - الأعمدة والأسطح البرميلية والأروقة، المنحوتة من الصخر - إعدادات رائعة للزخارف الجدارية المرسومة. يعد قبر خنوم حتب مثالاً بارزًا على التصميم الرائع المنفذ بدقة.
كانت أقدم المقابر الملكية في وادي الملوك مخفية تمامًا عن الأنظار؛ تلك التي كانت في عصر الرعامسة (الأسرتان التاسعة عشر والعشرون) تم تحديدها فقط بمدخل محفور في الوجه الصخري. لم يكن لديهم خطة متطابقة، لكن معظمهم يتكون من سلسلة من الممرات تفتح على فترات لتشكل غرف وتنتهي في حجرة دفن كبيرة في أعماق الجبل، حيث استقر التابوت الجرانيتي الضخم على الأرض. غطت النصوص والصور الهيروغليفية الدينية والجنائزية جدران المقبرة من البداية إلى النهاية. أفضل المقابر هو مقبرة سيتي الأول، ثاني ملوك الأسرة التاسعة عشر. يمتد 328 قدمًا (100 متر) داخل الجبل ويحتوي على غرفة دفن مذهلة، ويمثل سقفها على شكل برميل قبو السماء.
بعد التخلي عن الوادي في نهاية الأسرة المصرية العشرون، تم دفن ملوك السلالتين اللاحقتين في مقابر بسيطة للغاية داخل هيكل معبد مدينة تانيس في الدلتا. لم يتم التعرف على مقابر ملكية لاحقة في مصر.

## مجمع أهرامات الجيزة
تيع مجمع أهرامات الجيزة الجيزة على هضبة الجيزة، على مشارف القاهرة، مصر. يقع مجمع الآثار القديمة هذا على بعد حوالي 8 كيلومترات (5 ميل) داخل الصحراء من البلدة القديمة في الجيزة على النيل، على بعد حوالي 20 كيلومترًا (12 ميل) جنوب غرب وسط مدينة القاهرة. هذا مصر القديمة إيان مقبرة يتكون من هرم خوفو (المعروف أيضًا باسم الهرم الأكبر)، والهرم الأوسط هرم خفرع، والهرم الأصغر ضمن الأهرامات الثلاثة هرم منقرع، جنبًا إلى جنب مع عدد من صروح الأقمار التابعة الأصغر، والمعروفة باسم أهرامات «الملكات»، أبو الهول بالإضافة إلى بضع مئات من المصاطب والمعابد.

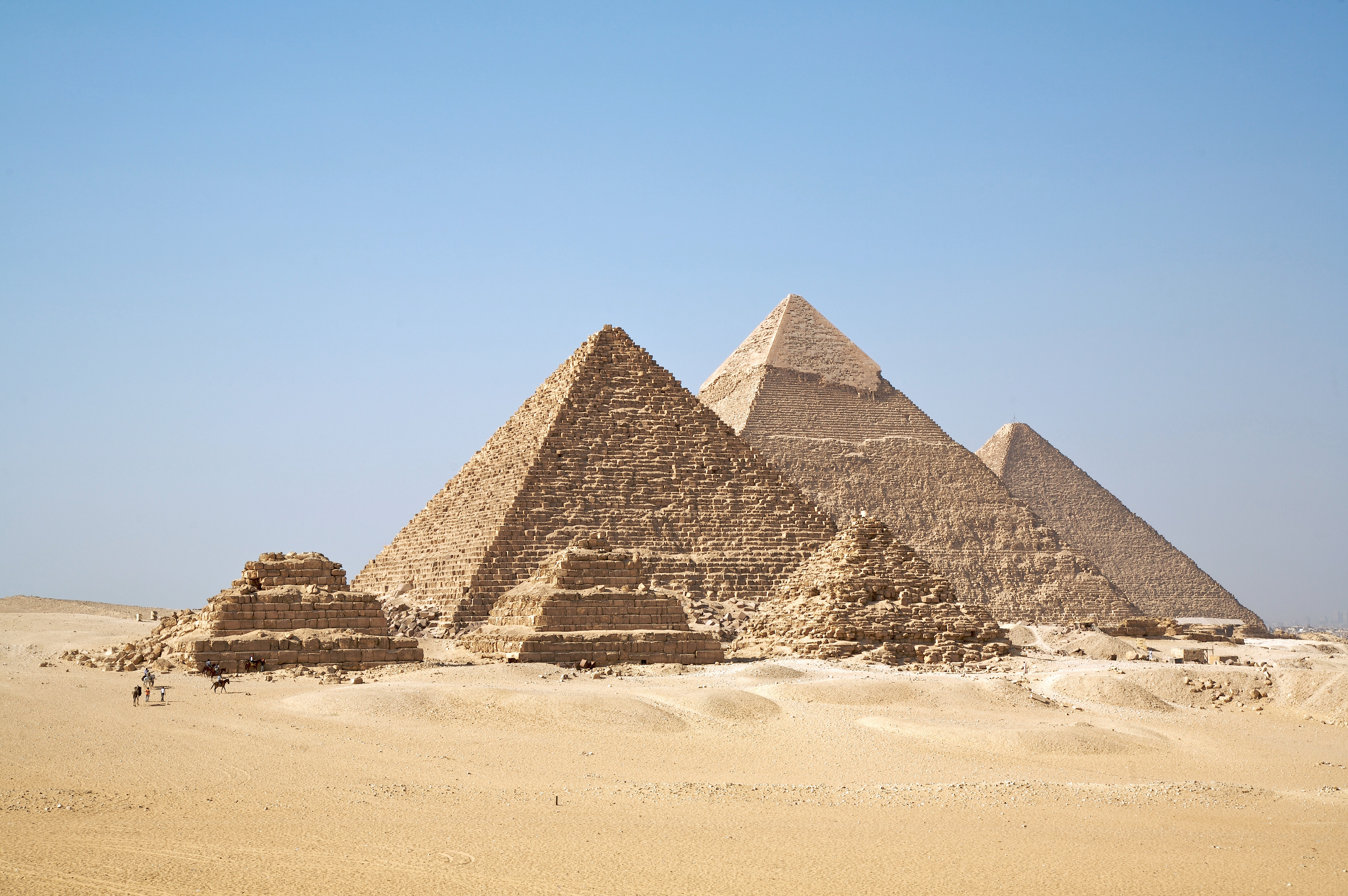
الأهرامات الثلاثة الرئيسية في الجيزة ، جنبًا إلى جنب مع الأهرامات الفرعية وبقايا الهياكل الأخرى في مجمع أهرامات الجيزة

تشهد الأهرامات التي شُيدت في الأسرة الرابعة على قوة الدين والمملكة المصرية القديمة. تم بناؤها لتكون بمثابة مواقع قبور وأيضًا كطريقة لجعل أسمائها تدوم إلى الأبد. الحجم ويُظهر التصميم البسيط مستوى المهارة العالية للتصميم والهندسة المصرية على نطاق واسع. الهرم الأكبر بالجيزة، والذي ربما اكتمل حوالي 2580 قبل الميلاد، هو أقدم أهرامات الجيزة وأكبر هرم في العالم، وهو النصب التذكاري الوحيد الباقي من عجائب الدنيا السبع. يُعتقد أن هرم خفرع قد اكتمل حوالي 2532 قبل الميلاد، في نهاية عهد خفرع. وضع خفرع بطموح هرمه بجوار والده. إنه ليس بارتفاع هرم والده، لكنه كان قادرًا على إعطائه انطباعًا بأنه يبدو أطول من خلال بنائه على موقع بأساس أعلى بـ 33 قدمًا (10 أمتار) من أساس والده. إلى جانب بناء هرمه، كلف خفرع بناء تمثال أبو الهول العملاق ليكون وصيًا على قبره. كان ينظر إلى وجه إنسان، ربما كان تصوير الملك، على جسد أسد كرمز الألوهية بين الإغريق بعد خمسة عشر مائة عام. أبو الهول العظيم هو منحوت من حجر الأساس من الحجر الجيري ويبلغ ارتفاعه حوالي 65 قدمًا (20 مترًا). يعود تاريخ هرم منقرع إلى حوالي 2490 قبل الميلاد ويبلغ ارتفاعه 213 قدمًا (65 مترًا) مما يجعله الأصغر في العظمة بين أهرامات الجيزة الثلاثة.
تقود الثقافة الشعبية الناس إلى الاعتقاد بأن الأهرامات مربكة للغاية، مع وجود العديد من الأنفاق داخل الهرم لإحداث ارتباك لصوص القبور. هذا ليس صحيحا. مهاوي الأهرامات بسيطة للغاية، وتؤدي في الغالب مباشرة إلى القبر. جذب الحجم الهائل للأهرامات اللصوص إلى الثروة التي تكمن بداخلها والتي تسببت في سرقة المقابر بعد فترة وجيزة نسبيًا من إغلاق المقبرة في بعض الحالات. هناك أحيانًا أنفاق إضافية، لكن هذه تم استخدامها لكي يفهم البناة إلى أي مدى يمكنهم حفر القبر في قشرة الأرض. كذلك، يُعتقد عمومًا أنه بسبب لصوص القبور، تم دفن ملوك المستقبل في وادي الملوك للمساعدة في إخفائهم. هذا أيضًا خطأ، حيث استمر بناء الهرم للعديد من السلالات، فقط على نطاق أصغر. وأخيراً، تم إيقاف بناء الهرم لأسباب اقتصادية وليس بسبب السرقة.

## المعابد
ظهرت أقدم الأضرحة المعروفة في مصر ما قبل التاريخ في أواخر الألفية الرابعة قبل الميلاد ، في مواقع مثل سايس وبوتو في مصر السفلى ونخن وقفط في مصر العليا. كانت معظم هذه الأضرحة مصنوعة من مواد قابلة للتلف مثل الخشب وحصائر القصب وطوب الطين.  على الرغم من عدم ثبات هذه المباني القديمة ، فيما بعد الفن المصري يُعاد استخدامها باستمرار وتكييف عناصر منها ، مما يستدعي الأضرحة القديمة لتوضيح الطبيعة الأبدية للآلهة وأماكن سكنهم. 
في أوائل عصر الأسرات (3150 ق.م - 2686 ق.م)، بنى الملوك المصريين الأوائل مجمعات جنائزية في المركز الديني أبيدوس بعد عام واحد نمط ، مع حاوية مستطيلة طوب.  في المملكة المصرية القديمة (2686 ق.م - 2181 ق.م) ذلك في أعقاب فترة الأسرات المبكرة ، توسعت الآثار الجنائزية الملكية بشكل كبير ، بينما ظلت معظم المعابد الإلهية صغيرة نسبيًا ، مما يشير إلى أن الدين الرسمي في هذه الفترة أكد على عبادة الملك الإلهي أكثر من العبادة المباشرة للآلهة.  الآلهة المرتبطة ارتباطًا وثيقًا بالملك ، مثل إله الشمس رع، تلقت مساهمات ملكية أكثر من الآلهة الأخرى.  كان معبد رع في أون أحد أعظم المراكز الدينية في العصر ، وقام العديد من فراعنة المملكة القديمة ببناء كبير معابد الشمس المصرية تكريما له بالقرب من الأهرامات.  وفي الوقت نفسه ، احتفظت المعابد الإقليمية الصغيرة بمجموعة متنوعة من الأساليب المحلية من عصور ما قبل الأسرات ، ولم تتأثر مواقع العبادة الملكية. 

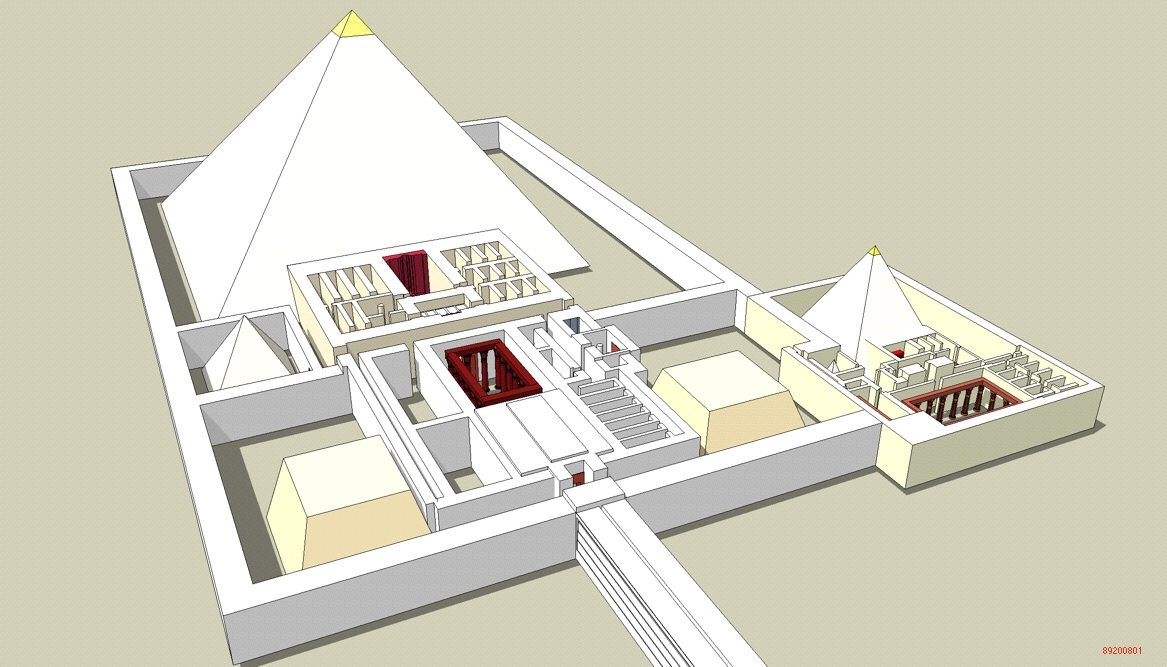
إعادة بناء معبد هرم من عصر الدولة القديمة ، مع جسر يؤدي إلى معبد الوادي

بدأ توسع الآثار الجنائزية في عهد زوسر، الذي بنى مجمعه بالكامل من الحجر ووضع في السور الهرم المدرج الذي دُفن تحته: هرم زوسر. بالنسبة لبقية المملكة القديمة ، تم ضم المقابر والمعبد في مجمعات هرمية حجرية متقنة.  بالقرب من كل مجمع هرمي كانت هناك بلدة توفر احتياجاتها ، حيث ستدعم المدن المعابد عبر التاريخ المصري. حدثت تغييرات أخرى في عهد سنفرو الذي ، بدءًا بأول هرم له في ميدوم، بنى مجمعات هرمية متناظرة على طول محور شرق غربي ، مع معبد وادي على ضفاف النيل مرتبطة بمعبد هرمي عند سفح الهرم. اتبع خلفاء سنفرو المباشرين هذا النمط ، ولكن بدءًا من أواخر الدولة القديمة ، جمعت المجمعات الهرمية عناصر مختلفة من المخطط المحوري ومن المخطط المستطيل لزوسر.  لتزويد مجمعات الأهرام ، أسس الملوك مدنًا وعقارات جديدة على الأراضي غير المطورة في جميع أنحاء مصر. ساعد تدفق البضائع من هذه الأراضي إلى الحكومة المركزية ومعابدها على توحيد المملكة. 
واصل حكام المملكة المصرية الوسطى (حوالي 2055 ق.م – 1650 ق.م) بناء الأهرامات والمجمعات المرتبطة بها.  البقايا النادرة من الشرق تُظهر معابد الملكوت ، مثل تلك الموجودة في مدينة ماضي، أن مخططات المعابد نمت أكثر تناسقًا خلال تلك الفترة ، وأن المعابد الإلهية استخدمت الحجر بشكل متزايد. غالبًا ما يظهر نمط حرم يرقد خلف قاعة ذات أعمدة في معابد الدولة الوسطى ، وأحيانًا يكون هذان العنصران أمام ساحات مفتوحة ، مما ينذر بالتخطيط القياسي للمعبد المستخدم في العصور اللاحقة. 

## معابدالمملكة المصرية الحديثة

### معبد الأقصر

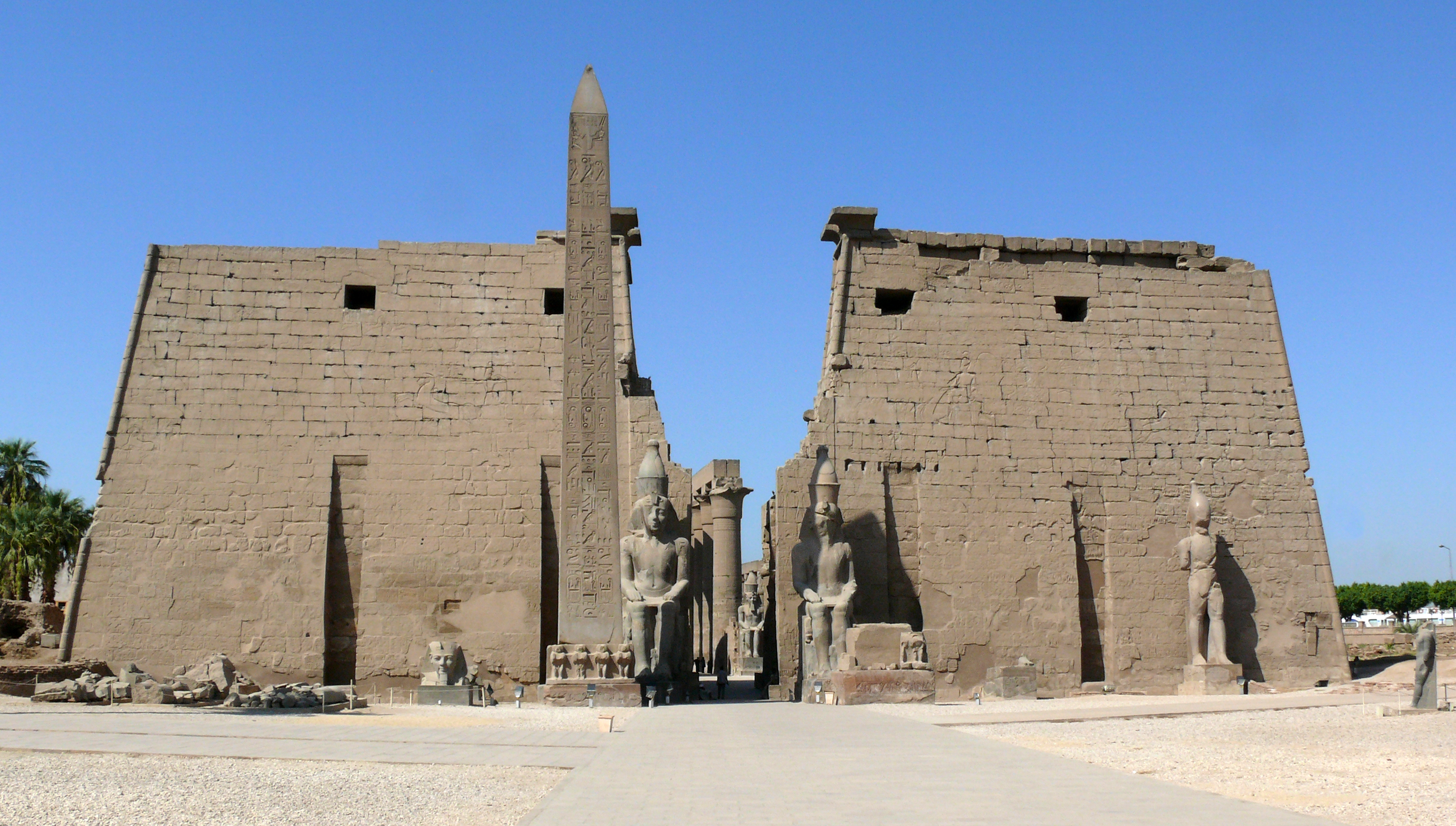
مدخل معبد الأقصر

معبد الأقصر هو عبارة عن مجمع معبد مصري قديم ضخم يقع على الضفة الشرقية لنهر نهر النيل في المدينة المعروفة اليوم باسم الأقصر (طيبة قديما). بدأت أعمال البناء في المعبد في عهد أمنحتب الثالث في القرن الرابع عشر قبل الميلاد. أضاف حورمحب وتوت عنخ آمون أعمدة وتماثيل وأفاريز - وأخناتون سبق أن طمس خرطوش والده ونصب مزارًا على آتون - لكن جهد التوسع الكبير الوحيد حدث في عهد رمسيس الثاني بعد حوالي 100 عام من وضع الأحجار الأولى في مكانها. وبالتالي، تعتبر الأقصر فريدة من نوعها بين مجمعات المعابد المصرية الرئيسية في وجود فرعين اثنين فقط تركا بصماتهما على هيكلها المعماري.

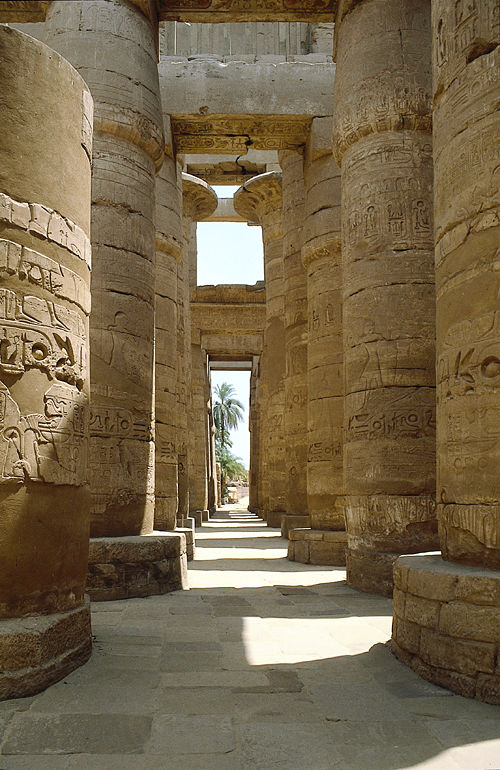
قاعة الأعمدة بمعبد الكرنك. الصورة هي أكبر منطقة في مجمع المعبد، مخصصة لـ آمون رع. الأعمدة من الحجر الرملي.

يبدأ المعبد الصحيح بـ 24 مترًا (79 قدمًا) مرتفع أولاً الصرح، بناه رمسيس الثاني. تم تزيين الصرح بمشاهد انتصارات رمسيس العسكرية (ولا سيما معركة قادش)؛ كما سجل ملوك مصر اللاحقون انتصاراتهم هناك. كان هذا المدخل الرئيسي لمجمع المعبد محاطًا في الأصل بستة تماثيل ضخمة لرمسيس - أربعة جالسين واثنان واقفان - لكن اثنين فقط (كلاهما جالسان) نجا. يمكن للزوار المعاصرين أيضًا مشاهدة مسلة من الجرانيت الوردي الطويل يبلغ ارتفاعها 25 مترًا (82 قدمًا): هذه المسلة كانت لديها زوج مطابق حتى عام 1835، عندما تم نقل المسلة الأخرى إلى باريس حيث أنها تقف الآن في وسط ساحة الكونكورد.
عبر بوابة الصرح يؤدي إلى فناء محيط، بناه رمسيس الثاني أيضًا. تم بناء هذه المنطقة والصرح بزاوية مائلة لبقية المعبد، على الأرجح لاستيعاب الأضرحة الثلاثة الموجودة مسبقًا في الزاوية الشمالية الغربية. بعد فناء الباريستيل، تأتي رواق الموكب الذي بناه أمنحتب الثالث - ممر 100 متر (330 قدم) تصطف عليه 14 البردي - تاج العمود. الأفاريز المعلقة على الحائط تصف مراحل مهرجان الأوبت، من القرابين في الكرنك في أعلى اليسار، وصولاً آمون إلى الأقصر في نهاية ذلك الجدار، وانتهاءً بعودته على الجانب الآخر. قام توت عنخ آمون بوضع الزخارف في مكانها: تم تصوير الملك الصبي، ولكن تم استبدال اسمه بأسماء حورمحب.
يوجد ما وراء صف الأعمدة فناء معاصر يعود تاريخه أيضًا إلى البناء الأصلي لأمنحتب. توجد أفضل الأعمدة المحفوظة على الجانب الشرقي، حيث يمكن رؤية بعض آثار اللون الأصلي. يتكون الجانب الجنوبي من هذا الفناء من 36 عمودًا بهو الأعمدة محكمة (أي مساحة مسقوفة تدعمها أعمدة) تؤدي إلى الغرف الداخلية المظلمة للمعبد.

### معبد الكرنك

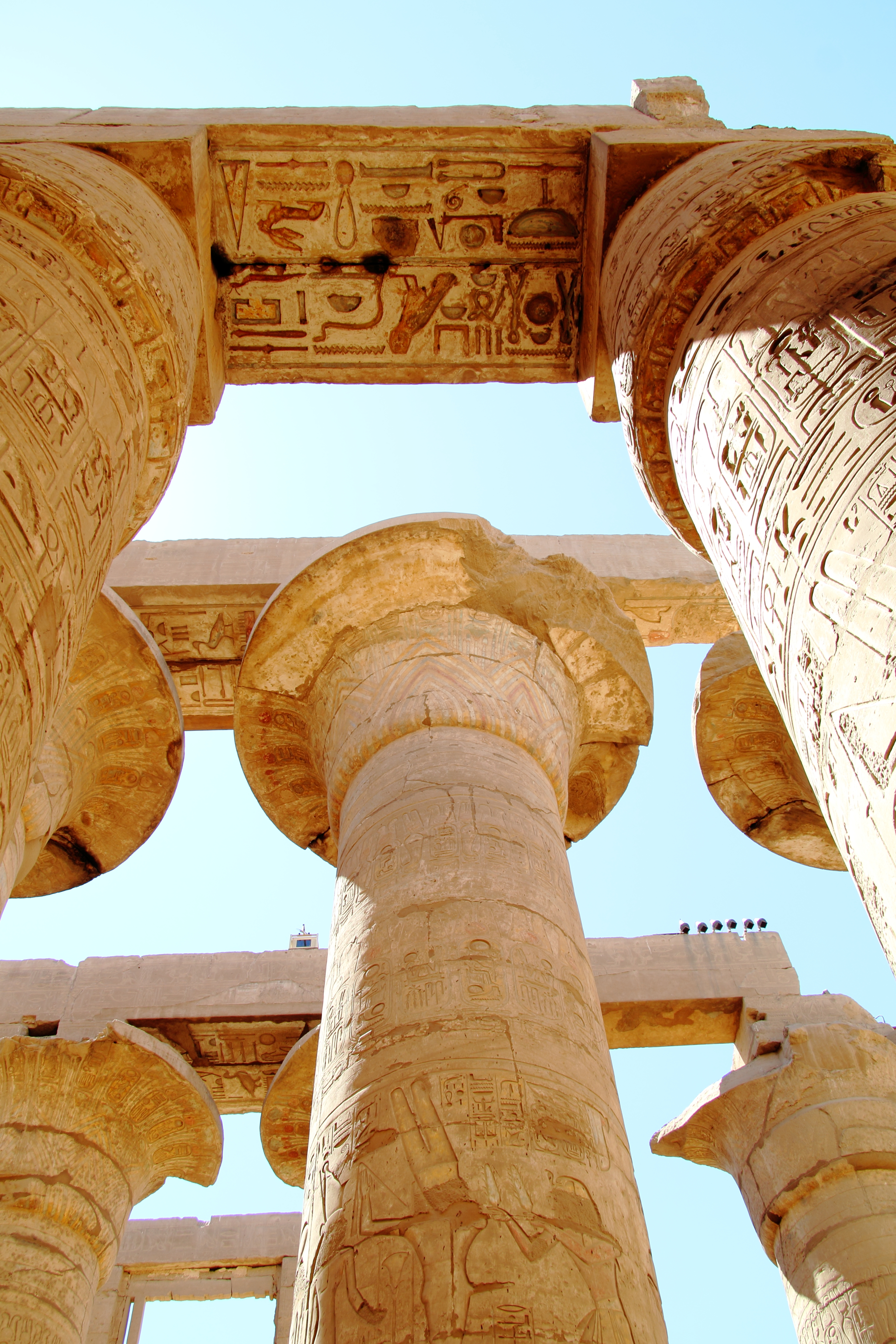
مثال على النقوش الموجودة في جميع أنحاء المجمع. تم طلاء المناطق العلوية ، مما يشير (في القانون مع المعابد الأخرى) إلى أن الأعمدة والسقوف المتبقية كانت مطلية بألوان زاهية. سقف المعبد ، الذي يمثل السماء ، غالبًا ما كانت تحمل صورًا للنجوم والطيور ، في حين كانت الأعمدة غالبًا ما تحمل صورًا للنخيل واللوتس والناس.

يقع مجمع معبد الكرنك على ضفاف نهر النيل على بعد 2.5 كيلومتر (1.5 ميل) شمال الأقصر. وتتكون من أربعة أجزاء رئيسية، فناء آمون-رع، ومنطقة مونتو، ومنطقة موت ومعبد أمنحتب الرابع (تم تفكيكها)، وكذلك كعدد قليل من المعابد والمعابد الصغيرة التي تقع خارج الأسوار المحيطة للأجزاء الأربعة الرئيسية، والعديد من طرق تماثيل أبي الهول برأس الكبش التي تربط منطقة موت، ومنطقة آمون رع ومعبد الأقصر. يعتبر مجمع المعبد هذا ذا أهمية خاصة، حيث أضاف إليه العديد من الحكام. ومع ذلك، أضاف إليها بشكل خاص كل حكام المملكة الحديثة. يغطي الموقع أكثر من 200 فدان ويتكون من سلسلة من الأبراج المؤدية إلى الأفنية والقاعات والمصليات والمسلات والمعابد الأصغر. الفرق الرئيسي بين الكرنك ومعظم المعابد والمواقع الأخرى في مصر هو طول الفترة الزمنية التي تم خلالها تطويره واستخدامه. بدأت أعمال البناء في القرن السادس عشر قبل الميلاد، وكانت في الأصل متواضعة الحجم، ولكن في نهاية المطاف، في المنطقة الرئيسية وحدها، تم بناء ما يصل إلى عشرين معبدًا ومصلى ا. ساهم ما يقرب من 30 ملك في المباني، مما مكنها من الوصول إلى الحجم والتعقيد والتنوع غير المرئي في أي مكان آخر. قليل من الميزات الفردية للكرنك فريدة من نوعها، لكن حجم هذه الميزات وعددها ساحق.

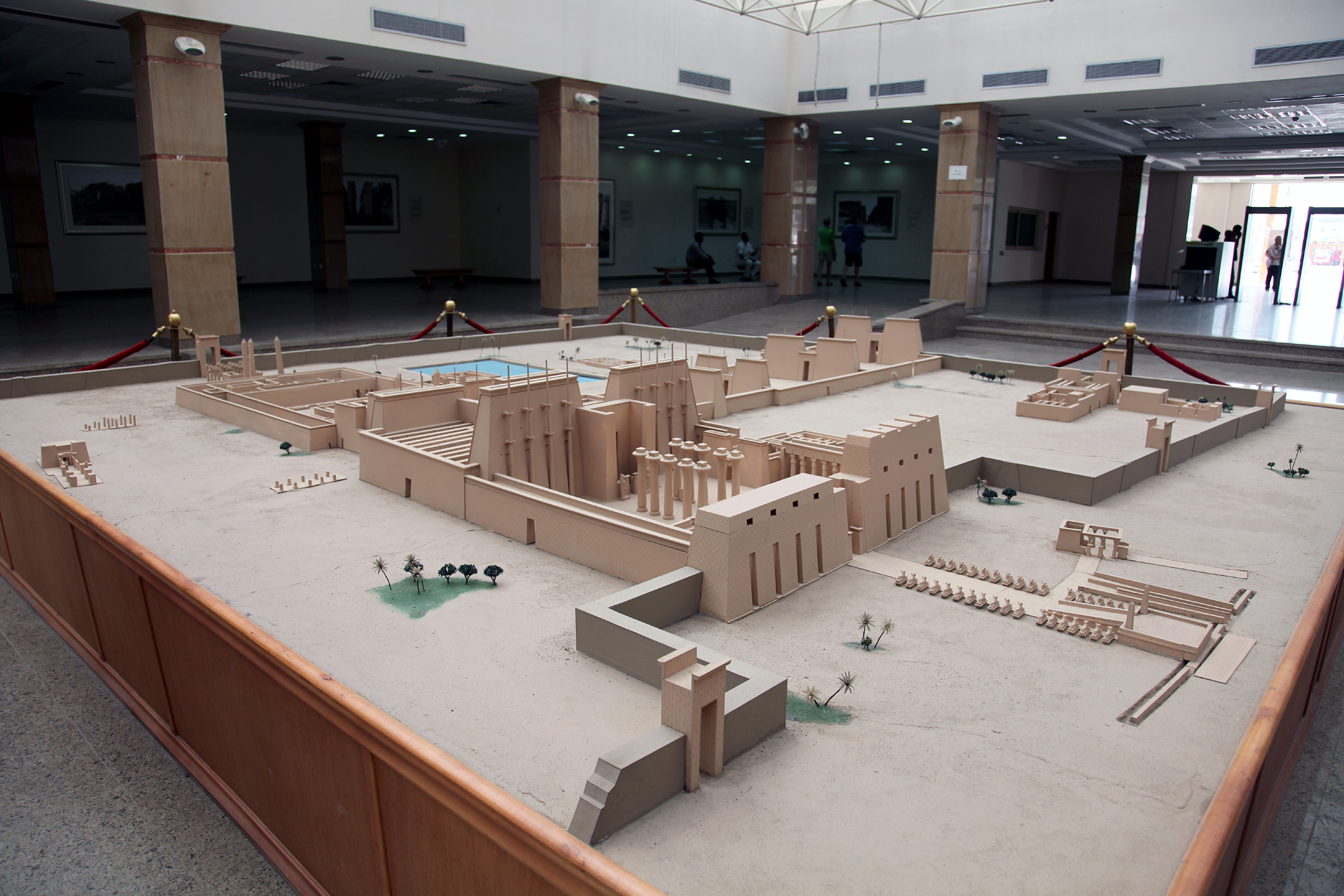
استجمام مجمع المعبد في مركز زوار الكرنك

أحد أعظم المعابد في التاريخ المصري هو معبد آمون رع في الكرنك. كما هو الحال مع العديد من المعابد الأخرى في مصر، يُفصِّل هذا المعابد مآثر الماضي (بما في ذلك آلاف السنين من التاريخ المفصل عبر النقوش على العديد من الجدران والأعمدة الموجودة في الموقع، والتي غالبًا ما يتم تعديلها أو محوها بالكامل وإعادة بنائها باتباع الحكام)، ويكرم الآلهة. تم بناء معبد آمون رع في ثلاثة أقسام، تم بناء الجزء الثالث من قبل ملوك المملكة الحديثة اللاحقين. في الشريعة ذات الطراز التقليدي للعمارة المصرية، كانت العديد من الميزات المعمارية، مثل الحرم الداخلي للمجمع، تتماشى مع غروب الشمس في الانقلاب الصيفي.
إحدى السمات المعمارية الموجودة في الموقع هي قاعة الأعمدة التي تبلغ مساحتها 5000 متر مربع (50000 قدم مربع) والتي تم بناؤها خلال فترة الرعامسة. القاعة مدعومة بحوالي 139 عمودًا من الحجر الرملي والطوب اللبن، مع 12 عمودًا مركزيًا (ارتفاع 69 قدمًا تقريبًا) كانت جميعها مطلية بألوان زاهية.

### رامسيوم

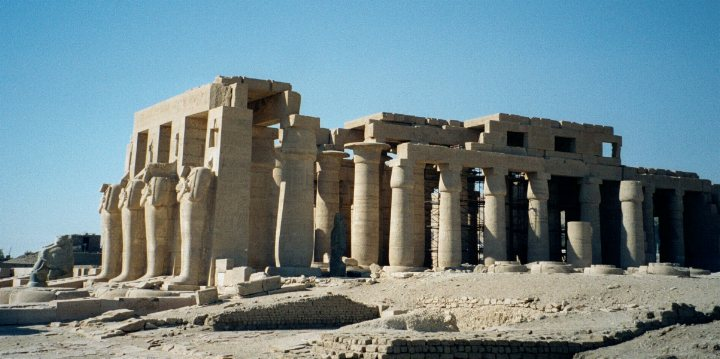
يلتزم معبد رمسيس الجنائزي بأسلوب معماري من معابد المملكة المصرية الحديثة. يتألف مدخل المعبد من الشمال الغربي إلى الجنوب الشرقي، ويتألف من عدد من الأشكال الحجرية، أحدها يقع أفقيًا إلى الآخر. في وسط المجمع توجد قاعة أعمدة مغطاة مكونة من 48 عمودًا تحيط بالحرم الداخلي.

رمسيس الثاني، ملك الأسرة المصرية التاسعة عشر، حكم مصر من حوالي 1279 إلى 1213 قبل الميلاد. من بين إنجازاته العديدة، مثل توسيع حدود مصر، قام ببناء معبد ضخم يسمى رامسيوم، يقع بالقرب من طيبة، ثم عاصمة المملكة المصرية الحديثة. كان الرامسيوم معبدًا رائعًا مكتملًا بالتماثيل الضخمة لحراسة مدخله. الأكثر إثارة للإعجاب كان تمثال طوله 62 قدمًا لرمسيس نفسه. القاعدة والجذع هما كل ما تبقى من هذا التمثال الرائع للملك المتوج ؛ وبالتالي فإن أبعادها الأصلية ووزنها (حوالي 1000 طن) تستند إلى التقديرات. يتميز المعبد بالنقوش الرائعة، والعديد منها يعرض بالتفصيل عددًا من الانتصارات العسكرية لرمسيس، مثل معركة قادش (حوالي 1274 قبل الميلاد) ونهب مدينة «شاليم».

### معبد الملقطة
في عهد أمنحتب الثالث شيد العمال أكثر من 250 مبنى ونصبًا تذكاريًا. كان أحد أكثر مشاريع البناء إثارة للإعجاب هو مجمع معابد الملقطة، المعروف بين قدماء المصريين باسم «بيت الابتهاج»، والذي تم تشييده لخدمة مسكنه الملكي على الضفة الغربية من طيبة، فقط جنوب مقبرة طيبة. تبلغ مساحة الموقع حوالي 226000 متر مربع (أو 2432643 قدم مربع). نظرًا للحجم الهائل للموقع، إلى جانب العديد من المواقع المباني، والمحاكم، وأرض العرض، والإسكان، لا تعتبر مجرد معبد ومسكن للملك ولكن كمدينة.
تتكون المنطقة المركزية للمجمع من شقق فرعون المكونة من عدد من الغرف والمحاكم، وجميعها كانت موجهة حول قاعة مأدبة ذات أعمدة. كانت مرافقة الشقق، التي يُفترض أنها كانت تضم المجموعة الملكية والضيوف الأجانب، عبارة عن غرفة عرش كبيرة متصلة بغرف أصغر للتخزين والانتظار ولجمهور أصغر. العناصر الأكبر لهذه المنطقة من المجمع هي ما أصبح يُطلق عليه اسم الفيلات الغربية (غرب قصر الملك مباشرةً) والقصر الشمالي والقرية والمعبد.

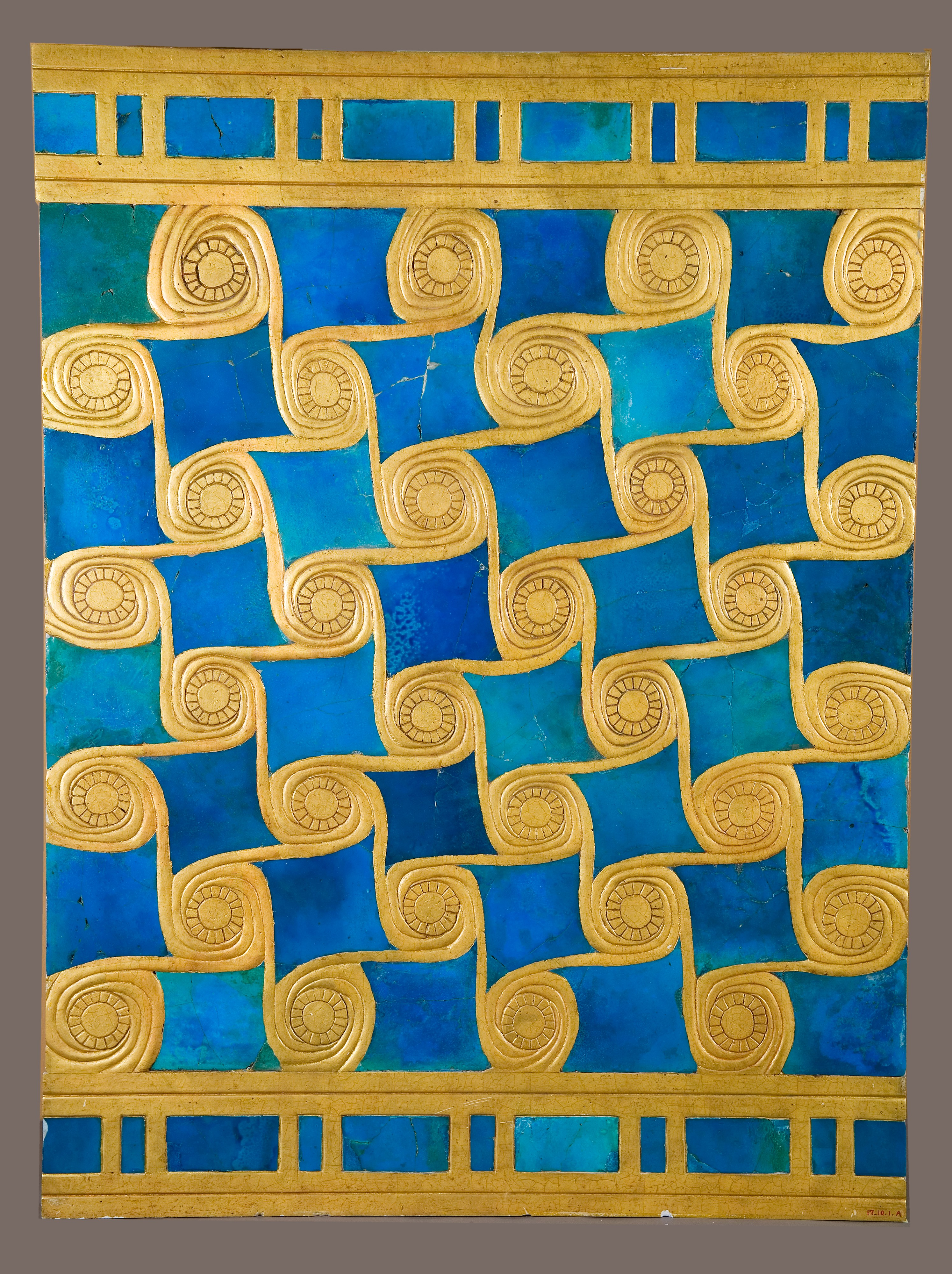
بلاط القيشاني (الخزف المزجج) (أعلاه) عبارة عن إعادة بناء لشظايا زخارف الجدران التي عثر عليها في معبد الملقطة في أكوام في الركن الجنوبي الغربي. تم طلاء اللوالب الذهبية هنا بطلاء ذهبي ، في حين أن النسخ الأصلية ربما كانت مغطاة بورق ذهبي. بشكل ملحوظ ، تم العثور على أنماط مماثلة في قصر الملك.

تبلغ الأبعاد الخارجية للمعبد حوالي 183.5 × 110.5 مترًا، ويتكون من جزأين: الفناء الأمامي الكبير والمعبد المناسب. تبلغ مساحة المحكمة الأمامية الكبيرة 131.5 × 105.5 مترًا، وهي موجهة نحو المحور الشرقي الغربي، ويحتل الجزء الشرقي من مجمع المعبد. الجزء الغربي من الفناء على مستوى أعلى وينقسم عن باقي الفناء بواسطة جدار احتياطي منخفض. القاعة السفلية مربعة الشكل تقريباً ، بينما الشرفة العلوية مستطيلة الشكل. كان الجزء العلوي من الفناء مرصوفًا بالطوب اللبن وله مدخل بعرض 4 أمتار من الجزء السفلي من الفناء الأمامي ، وكان يربط القاعدة بالهبوط العلوي منحدرًا محاطًا بالجدران. كان هذا المنحدر والمدخل في وسط المعبد ، بنفس اتجاه مدخل الفناء الأمامي والمعبد الصحيح.
قد يُنظر إلى المعبد السليم على أنه مقسم إلى ثلاثة أجزاء متميزة: الوسطى والشمالية والجنوبية. يُشار إلى الجزء المركزي من خلال غرفة انتظار صغيرة مستطيلة الشكل (6.5 × 3.5 م)، والعديد من عضادات الباب بما في ذلك تلك الموجودة في غرفة الانتظار تحتوي على نقوش ، مثل «حياة معينة مثل رع إلى الأبد». قاعة 12.5 × 14.5 م تتبع غرفة الانتظار التي يتم الدخول منها عبر باب بعرض 3.5 م في وسط الجدار الأمامي للقاعة. هناك أدلة على أن سقف هذه الغرفة كان مزينًا بنجوم صفراء على خلفية زرقاء ، بينما تظهر الجدران اليوم فقط مظهر الجص الأبيض فوق الجص الطيني. على الرغم من ذلك ، يمكننا تخمين بالنظر إلى القطع الجصية العديدة المزخرفة الموجودة داخل رواسب الغرفة والتي تم تزيينها أيضًا بشكل مزخرف بصور وأنماط مختلفة. يدعم السقف ستة أعمدة مرتبة في صفين بمحور شرقي غربي. نجت فقط أجزاء صغيرة من قواعد الأعمدة ، على الرغم من أنها تشير إلى أن قطر هذه الأعمدة كان حوالي 2.25 م. تم وضع الأعمدة على بعد 2.5 متر من الجدران وفي كل صف تكون الأعمدة على بعد 1.4 متر تقريبًا من التالي ، بينما المسافة بين الصفين 3 م. قاعة ثانية (12.5 × 10 م) يتم الوصول إليها عن طريق باب 3 أمتار في وسط الجدار الخلفي للأول. القاعة الثانية شبيهة بالأولى ، يبدو أولاً أن سقفها قد تم تزيينه بأنماط وصور متشابهة إن لم تكن متطابقة كالأولى. ثانيًا ، بنفس الطريقة يتم دعم السقف بواسطة أعمدة ، أربعة على وجه الدقة ، مرتبة في صفين على نفس المحور مثل تلك الموجودة في القاعة الأولى ، بمسافة 3 أمتار بينهما. في القاعة الثانية ، يبدو أن إحدى الغرف على الأقل كانت مخصصة لعبادة ماعت ، مما يشير إلى أن الثلاثة الآخرين في هذه المنطقة قد يخدمون أيضًا مثل هذا الغرض الديني.
يمكن تقسيم الجزء الجنوبي من المعبد إلى قسمين: غربي وجنوبي. يتكون القسم الغربي من 6 غرف ، في حين أن المنطقة الجنوبية نظرًا لحجمها (19.5 × 17.2 م) تشير إلى أنها ربما كانت بمثابة ساحة مفتوحة أخرى. في العديد من هذه الغرف ، تم العثور على بلاط خزفي أزرق مرصع بالذهب حول حوافها. يتكون الجزء الشمالي من المعبد من عشر غرف ، على غرار تلك الموجودة في الجنوب. .
يبدو أن المعبد نفسه قد تم تكريسه للإله المصري آمون ، نظرًا لعدد الطوب المختوم بنقوش مختلفة ، مثل "معبد آمون في بيت الابتهاج" أو "نيبارتا في معبد آمون في بيت الابتهاج" ". بشكل عام ، يشترك معبد الملقطة في العديد من المعابد الدينية الأخرى في المملكة الحديثة ، مع قاعات رائعة وغرف ذات توجه ديني مع العديد من الغرف الأخرى التي تشبه إلى حد كبير غرف المتاجر.

## القلاع المصرية القديمة
تم بناء التحصينات داخل مصر القديمة في أوقات الصراع بين الإمارات المتنافسة. من بين جميع القلاع التي تم تحليلها خلال هذا الإطار الزمني ، تم بناء معظمها (إن لم يكن جميعها) من نفس المواد. كان الاستثناء الوحيد لهذه القاعدة هو بعض الحصون من المملكة المصرية القديمة مثل الحصون مثل حصن بوهين التي استخدمت الحجر لإنشاء أسوارها. تم بناء الجدران الرئيسية بشكل أساسي بالطوب اللبن ولكن تم تعزيزها بمواد أخرى مثل الخشب. كما تم استخدام الصخور ليس فقط للحفاظ عليها من التعرية وكذلك الرصف. سيتم بناء الجدران الثانوية خارج أسوار الحصون الرئيسية وكانت قريبة نسبيًا من بعضها البعض. نتيجة لذلك ، سيشكل هذا تحديًا للغزاة حيث أجبروا على تدمير هذا التحصين قبل أن يتمكنوا من الوصول إلى الجدران الرئيسية للقلعة. تم استخدام إستراتيجية أخرى إذا تمكن العدو من اختراق الحاجز الأول. عند الوصول إلى الجدار الرئيسي ، سيتم إنشاء خندق يتم وضعه بين الجدران الثانوية والأولى. كان الغرض من ذلك هو وضع العدو في وضع من شأنه أن يتركه عرضة للعدو ، مما يجعل الغزاة عرضة لنيران الأسهم. موقع هذه الأسوار الخنادق داخل الحصون الداخلية تصبح منزوعة السلاح في أوقات الوحدة ؛ مما أدى إلى هدمهم. يمكن إعادة استخدام الأجزاء التي تم استخدامها لبناء الجدران المذكورة ، مما يجعل التصميم العام مفيدًا للغاية.
كان للقلاع في مصر القديمة وظائف متعددة. خلال فترة المملكة المصرية الوسطى، أنشأت الأسرة المصرية الثانية عشر وسائل السيطرة في جميع أنحاء نهر النوبة من خلال إنشاء محطات محصنة. لم يكن موقع الحصون المصرية مقصورًا على ضفاف النهر فقط. سيتم وضع المواقع داخل كل من مصر والنوبة على تضاريس كانت إما صخرية أو رملية. المواقع. أدت عمليات التفتيش على هذه الحصون في النوبة إلى اكتشاف مواد صهر النحاس ، مما يشير إلى وجود علاقة بين عمال المناجم في المنطقة. احتلال هذه الحصون النوبية يوحي بوجود علاقة تجارية بين الطرفين. يقوم عمال المناجم بجمع المواد ونقلها إلى هذه الحصون مقابل الغذاء والماء. حتى الأسرة الثالثة عشرة ، سيطرت مصر على النوبة من خلال استخدام هذه الحصون.

### قلعة الفرما
كانت قلعة الفرما بمثابة وسيلة للحماية من الغزاة القادمين نحو دلتا النيل. بينما خدم الموقع هذا الدور لأكثر من ألف عام ، كانت الفرما معروفة أيضًا بكونها مركزًا للتجارة (كلاهما البرية والبحرية). تم إجراء التجارة بشكل أساسي بين مصر وبلاد الشام. من الناحية المعمارية ، يبدو أن هياكل الفرما (مثل بواباتها وأبراجها) مبنية من الحجر الجيري. يشار أيضًا إلى وجود صناعة تعدين في هذا الموقع بسبب اكتشاف خام النحاس. اكتشفت الحفريات في الموقع أيضًا مواد قديمة تعود إلى بعض السلالات المبكرة . تشتمل المواد التي تم العثور عليها على البازلت والجرانيت والديوريت والرخام والكوارتزيت. كيف تم استخدام هذه المواد أثناء تشغيلها غير واضح حيث ربما تم وضعها في الموقع مؤخرًا. نظرًا لوضع القلعة على مقربة من نهر النيل، كانت القلعة محاطة إلى حد كبير بالكثبان الرملية والخطوط الساحلية.
هناك العديد من الأسباب التي أدت إلى انهيار قلعة الفرما. خلال فترة وجودها ، ظهرت أحداث مثل الطاعون الدبلي في البحر الأبيض المتوسط للمرة الأولى وحدثت حرائق متعددة داخل القلعة. يمكن أن يؤدي الغزو من الفرس بالإضافة إلى انخفاض التجارة أيضًا يمكن أن تُعزى الزيادة أيضًا إلى زيادة في التخلي. رسميًا ، الأسباب الطبيعية هي التي أدت إلى انهيار البيلوسيوم مثل الحركات التكتونية. يُعزى الهجر الرسمي للموقع إلى زمن الحروب الصليبية.

### قلعة يافا
كانت قلعة يافا بارزة خلال فترة المملكة المصرية الحديثة. كانت بمثابة قلعة وميناء على ساحل البحر الأبيض المتوسط. حتى يومنا هذا ، تعمل يافا كميناء مصري رئيسي. كان الموقع في الأصل تحت سيطرة الكنعانيين ، وقد وقع تحت سيطرة الإمبراطورية المصرية. بسبب نقص الأدلة ، ليس من الواضح ما الذي تسبب بالضبط في الخلافة من الكنعانيين إلى الاحتلال المصري. خلال العصر البرونزي المتأخر، نجح الموقع في تنظيم حملات ملوك الأسرة الثامنة عشر. من حيث وظائفه ، شغل الموقع أدوارًا متعددة. يقترح أن وظيفة يافا الأساسية كانت بمثابة مخزن الحبوب للجيش المصري.
بوابة رمسيس، المؤرخة بـ العصر البرونزي المتأخر ، تعمل كوصلة للقلعة. تم اكتشاف الأسوار أيضًا مع القلعة عند التنقيب ، واستضاف الموقع عناصر متعددة مثل الأوعية والجرار المستوردة وأكشاك القدور والبيرة والخبز مما يؤكد بشكل أكبر على أهمية هذه العناصر للمنطقة. يُظهر اكتشاف هذه القطع ارتباطًا وثيقًا بين تخزين الطعام وتكوين العناصر الخزفية.

## مصاطب

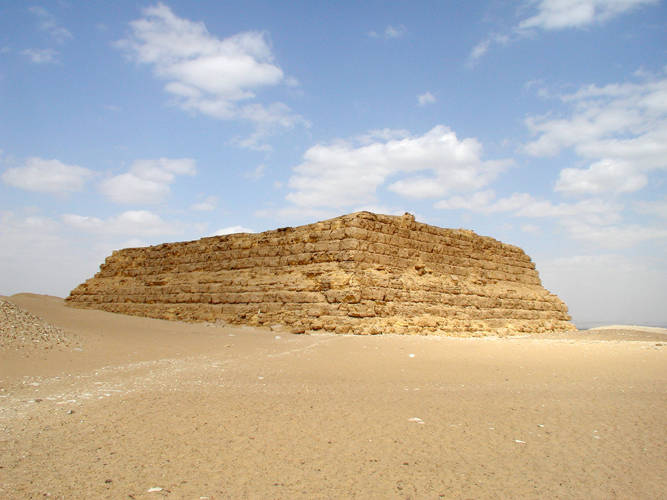
مصطبة فرعون ، حيث دفن الملك شبسسكاف ، مصنوع من الأحمر الحجر الرملي ، الجرانيت الوردي والحجر الجيري

المصطبة هي مقابر دفن لها أهمية ملكية. حسب اختيار الحكام المصريين ، فإن العديد من المقابر التي تم العثور عليها طوال الوقت كانت موجودة على طول نهر النيل. يختلف المظهر الخارجي الهيكلي فيما يتعلق بالمستابا عبر التاريخ ولكن هناك تطورًا ملحوظًا في مسار السلالات المصرية. سيتم إنشاء مصاطب الأسرة المصرية الأولى من خلال استخدام الطوب المدرج. سيتطور التصميم بعد ذلك بحلول عصر الأسرة الرابعة حيث تغير الهيكل الخارجي من الطوب إلى الحجر. السبب وراء التصاميم المتدرجة للمصاطب مرتبط بفكرة«الانضمام». كان الاختراق الجانبي مصدر قلق عند بناء المقابر. من أجل منع الضرر الذي يلحق بالمبنى ، تم وضع طبقات ربط الماني حول قاعدة الهيكل. اتخذت المصاطب من المملكة المصرية القديمة هيكل تصميم هرمي. كان هذا التصميم محجوزًا إلى حد كبير للحكام ، مثل الملك وعائلته كوسيلة للدفن. تشمل خصائص التصميم الأخرى المتعلقة بالمصطبات من المملكة المصرية القديمة لها حدود مستطيلة ، وجدران مائلة ، والتي كانت مصنوعة من مواد الحجر والطوب ، ولها محور مبنى يمتد من الشمال والجنوب. عناصر متعددة تشكل الجزء الداخلي من المصاطب مثل حجرة القرابين ، وتماثيل الموتى ، وقبو تحته تابوت. بحلول نهاية المملكة المصرية القديمة ، تم التخلي عن استخدام هذه المقابر.

## حدائق
تم توثيق ثلاثة أنواع من الحدائق من مصر القديمة: حدائق المعابد والحدائق الخاصة وحدائق الخضروات. تم تزويد بعض المعابد ، مثل تلك الموجودة في الدير البحري، بالبساتين والأشجار ، وخاصة شجرة إيشد المقدسة («برساء»). تُعرف حدائق المتعة الخاصة من الأسرة المصرية الحادية عشر نموذج مقبرة للمكترة ، ومن زخرفة المقابر المملكة المصرية الحديثة. وعادة ما كانت محاطة بجدار مرتفع ، ومزروعة بالأشجار والزهور ، ومزودة بمناطق مظللة. تم زراعة النباتات للفواكه والعطور. تضمنت الأزهار قنطريون عنبري والخشخاش والنجمية، بينما أصبح الرمان ، الذي تم إدخاله في المملكة الحديثة ، شجيرة شائعة. تم ترتيب حدائق الأفراد الأكثر ثراءً حول حوض للزينة للأسماك والطيور المائية ونيلم (نبات). أقيمت قطع الخضراوات ، سواء كانت مملوكة ملكية خاصة أو تابعة للمعابد ، في مربعات مقسمة بواسطة قنوات مائية ، وتقع بالقرب من النيل. كانت تروى باليد ، أو (من أواخر الأسرة المصرية الثامنة عشر) عن طريق الشادوف.

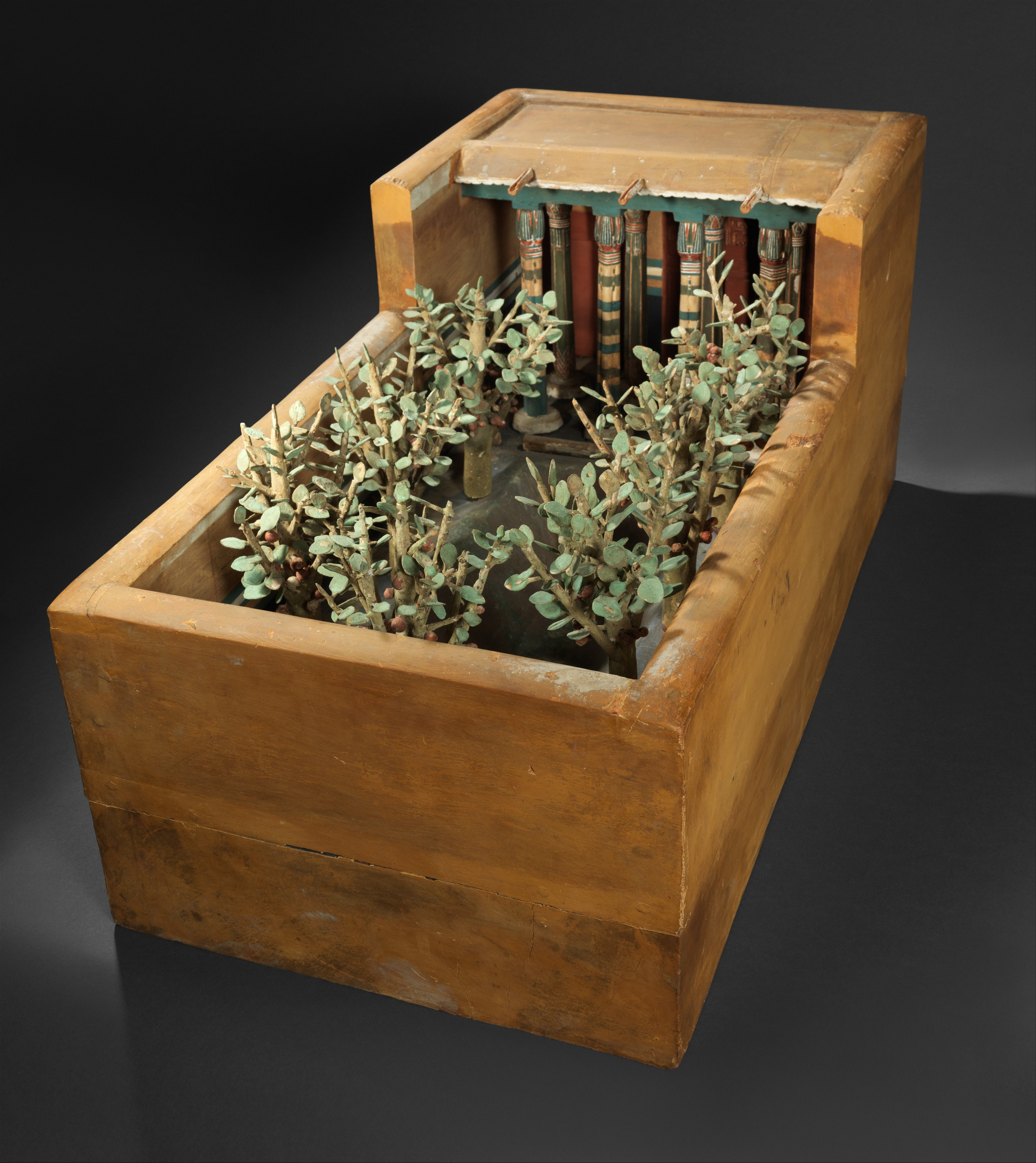
نموذج لمنزل وحديقة ميكترا من قبره في طيبة ، والذي يتكون من بستان مظلل من الأشجار يحيط بحديقة مركزية ؛ حوالي 1981-1975 قبل الميلاد ؛ الخشب المطلي والنحاس الارتفاع: 39.5 سم (15 9 16 بوصة) ؛ متحف المتروبوليتان للفنون (مدينة نيويورك)
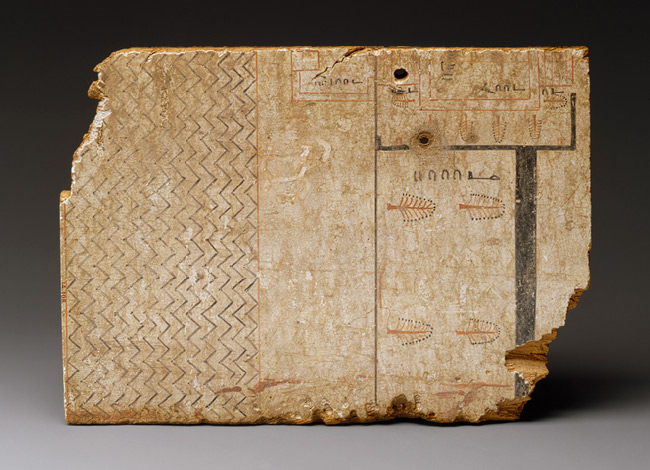
رسم حديقة على لوح كتابة ؛ حوالي 1550-1295 قبل الميلاد ؛ الخشب الملصق والمطلي ؛ الارتفاع: 23.5 سم (9 1 4 بوصة) ؛ متحف متروبوليتان للفنون
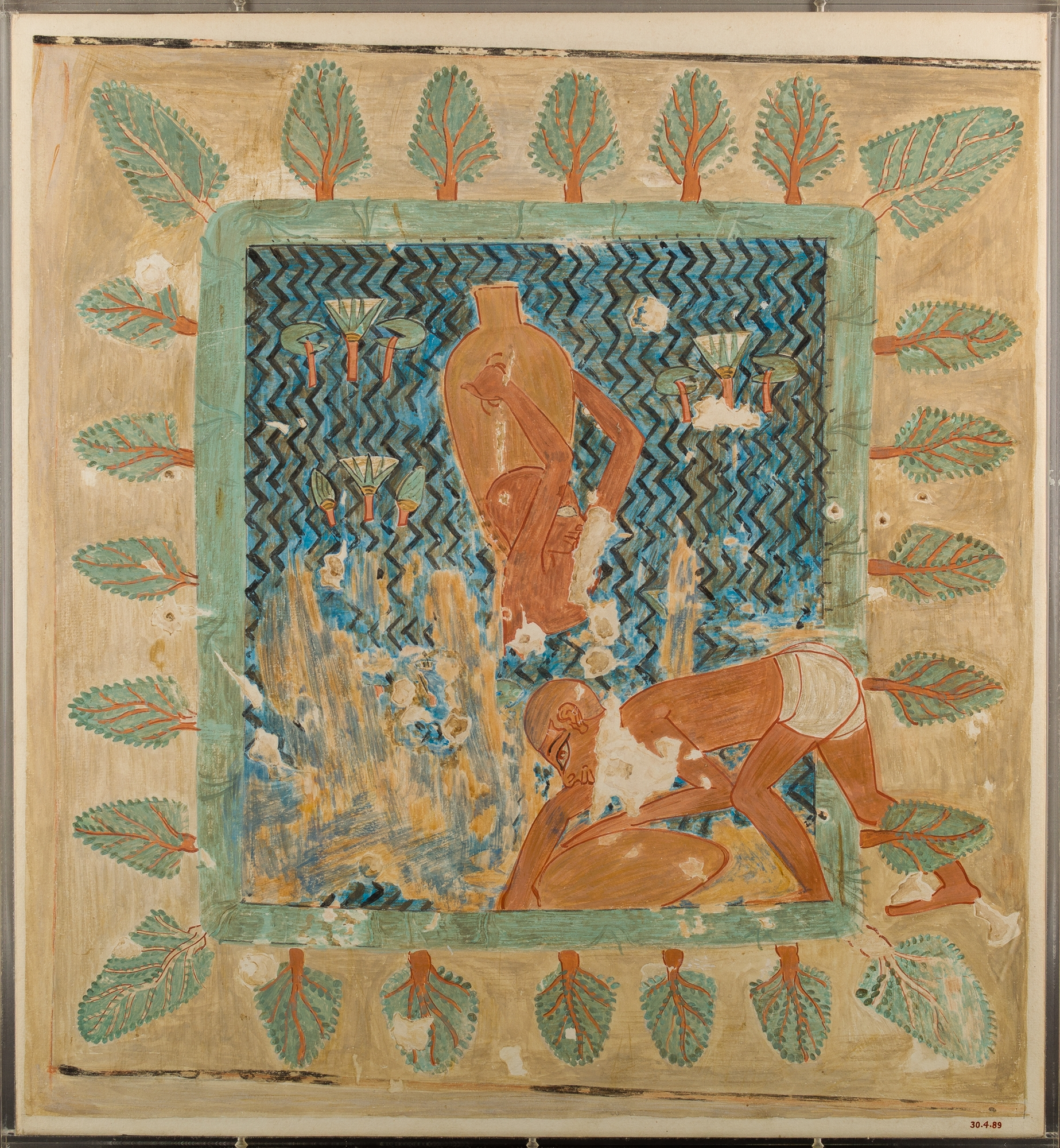
صانعو الطوب يحصلون على الماء من البركة ؛ حوالي 1479-1425 قبل الميلاد ؛ تمبرا على الورق من قبر رخميرع ؛ متحف متروبوليتان للفنون
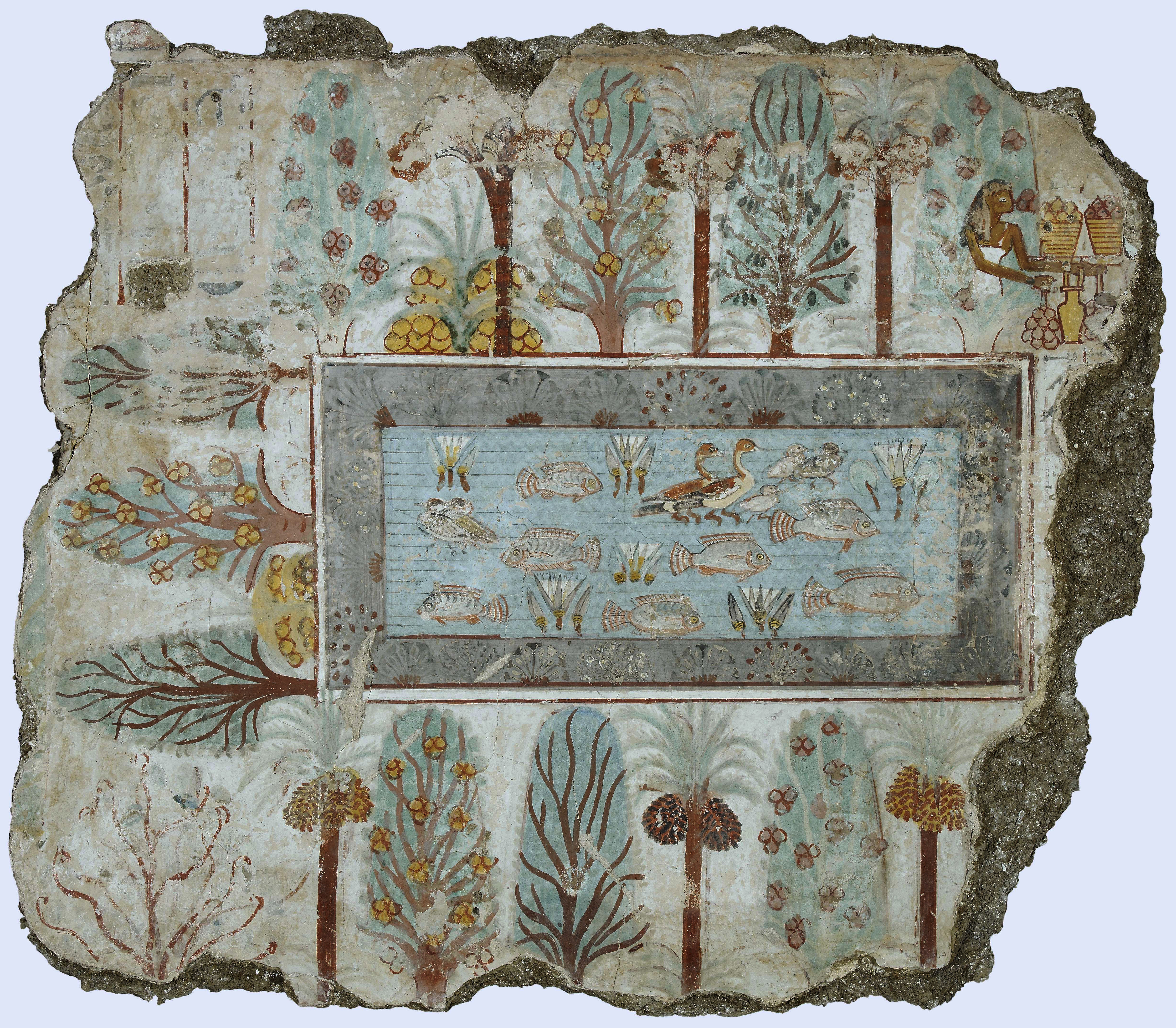
لوحة جدارية تصور المسبح في حديقة ملكية نب آمون ؛ حوالي 1350 قبل الميلاد ؛ مطلي جص ؛ الارتفاع: 64 سم (الحد الأقصى) ؛ المتحف البريطاني (لندن)